# Campobasso Football Club
Il Campobasso Football Club, meglio noto come Campobasso, è una società calcistica italiana con sede nella città di Campobasso. Milita in Serie C, la terza divisione del campionato italiano.
È la principale squadra di calcio del capoluogo molisano; la sua fondazione risale al 1919. Riuscì ad arrivare in Prima Divisione nel 1934 (l'allora terza serie del calcio italiano). La storia moderna del calcio a Campobasso iniziò nel 1948, quando venne fondata la prima società in grado di raggiungere, nel 1975, il professionismo. La squadra ha però attraversato 5 fallimenti: il primo nel 1990, ed i successivi 4 rispettivamente nel: 1996, nel 2003, nel 2013 e nel 2022.
La tradizione del club annovera cinque stagioni disputate in Serie B dal 1982 al 1987, che costituiscono l'apice della storia calcistica rossoblù. Il miglior risultato conseguito in questa categoria è stato un quinto posto. Nel suo palmarès, come trofei nazionali vanta la conquista di uno Scudetto di Serie D nella stagione 2023-2024 e una Coppa Italia Dilettanti nel 2014, mentre a livello interregionale ha vinto quattro campionati di Serie D (1974-1975, 1999-2000, 2020-2021 e 2023-2024) e una Coppa Italia Dilettanti (Fase C.N.D.) nel 1997-1998, oltre a vari tornei regionali.
I colori sociali della squadra sono il rosso e il blu, mentre il simbolo è il lupo. Disputa le sue partite in casa presso lo Stadio Antonio Molinari.
Al 2024 occupa l'85ª posizione della classifica perpetua della Serie B.

## Storia

### Le origini

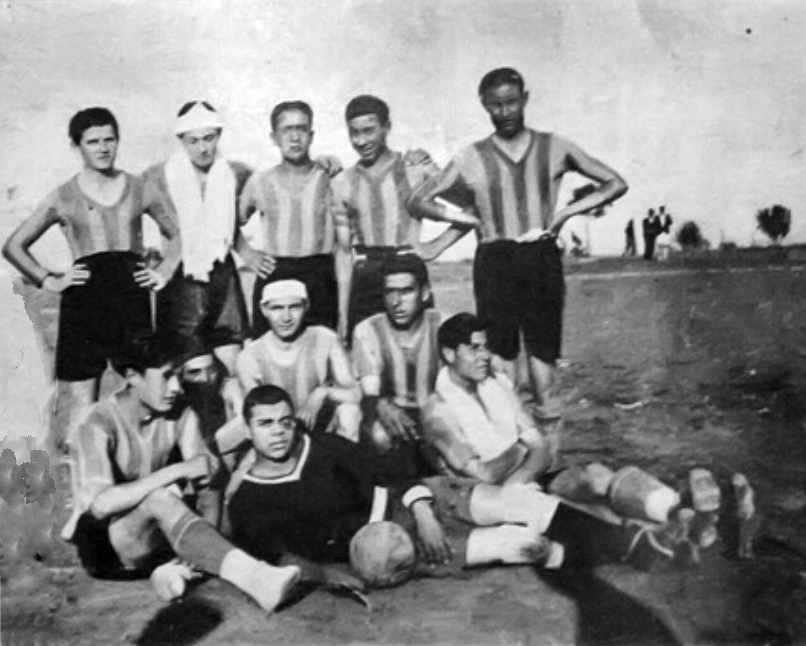
Una formazione del 1929

Le prime notizie che si hanno sull’attività calcistica a Campobasso risalgono già al 1917, anno nel quale venne menzionata una prima formazione di football su un giornale locale chiamato Il Foglietto.
Nel maggio del 1919 venne fondato il sodalizio Unione Sportiva Campobasso; tra i fondatori figurava Mercurio Magno (nato a Toro e proprietario dell'attuale sede della Provincia di Campobasso, Palazzo Magno) primo presidente nella storia della società. Il primo campo da calcio, improvvisato, si trovava tra Viale Elena, Via Petrella e Via Scatolone. La prima partita della squadra risale al 2 giugno 1919, tra i membri del sodalizio, mentre la sede sociale venne inaugurata il 23 luglio. Oltre alle partite interne al sodalizio, le prime partite vennero disputate con il distretto militare e con i prigionieri austriaci della guerra; il sodalizio organizzò anche gare podistiche e ciclistiche.. Fino al 1929, il Campobasso disputa partite amichevoli contro formazioni militari e raramente contro formazioni vicine come l'Isernia, il Benevento e il Chieti.
La squadra, nei suoi primi anni di storia, militò per lungo tempo in Terza e Seconda Divisione, corrispondenti agli attuali campionati di Eccellenza e Serie D (per quanto concerne i campionati regionali, in quegli anni il Molise era, a livello sportivo, affiliato alla vicina Campania). Intanto, la squadra aveva iniziato a giocare le partite casalinghe nello stadio che prenderà successivamente il nome di Giovanni Romagnoli. L'affiliazione ai campionati FIGC avviene anche grazie al nuovo presidente, Domenico Mastropietro (che nel 1929 fu anche al vertice di una commissione tecnica, assumendosi il ruolo di allenatore). La prima stagione del Campobasso in campionato è nella Terza Divisione 1929-1930 nel girone B della divisione campana. La prima partita ufficiale è in trasferta contro il Fuorigrotta, terminata 6-2 per i campani. Nella giornata successiva arriva la prima vittoria per 1-0 contro il Savoia. Il campionato prosegue con i lupi nei bassifondi della classifica, e alla terzultima partita, a seguito della partita contro il Calciatori Napoletani vinta da questi ultimi per 6-0, i calciatori campobassani aggredirono l'arbitro, ricevendo per questo l'esclusione dal campionato. Grazie all'intervento delle autorità cittadine, il Campobasso venne comunque ammesso in Seconda Divisione Campania. Per la stagione successiva viene scelto per il ruolo di allenatore calciatore Guglielmo Chincich, il quale si dimise dopo la prima giornata e venne sostituito dal triestino Silvio Stritzel, il quale non riuscì però ad agguantare il secondo posto, valido per gli spareggi interregionali. Per il 1932-1933, a causa di problemi finanziari, il Campobasso scelse di svolgere solo partite amichevoli. Tra queste amichevoli la più importante è quella disputata contro la Roma B, formazione di Prima Divisione, che avrà la meglio sul Lupo con il risultato di 3-2.
La prima storica promozione (dalla Seconda alla Prima Divisione, terzo livello del calcio italiano di allora) avviene nella stagione 1933-1934. Dopo il primo posto nel girone campano di Seconda Divisione ottenuto sotto la guida di Armand Halmos, il Campobasso riesce a sconfiggere, sia all'andata (3-4 in trasferta) che al ritorno (1-0), i ciociari del Bellatores Frusino, precedentemente vincitori del girone laziale. Per il campionato 1934-1935 la squadra cambia nome in Littorio Campobasso diventando espressione delle istituzioni locali del regime, con il gerarca Colitti a ricoprire la carica di presidente. Il campionato si rivela fallimentare già dalle prime partite, in cui arrivano solo sconfitte per i molisani. La squadra compie allora un avvicendamento in panchina, esonerando Cicchetti e richiamando Stritzel. Tuttavia, neppure quest'ultimo riesce a invertire la rotta e salvare la società. I 10 punti finali in classifica condannano la squadra ad un immediato ritorno in Seconda Divisione e portano allo scioglimento della società.
Nel 1936 viene fondato il Fascio Giovanile Campobasso che partecipa al campionato di Seconda Divisione 1936-1937, ma l'esperienza dura giusto una stagione. Nel 1938 la squadra viene rifondata con il nome di Dopolavoro Ferroviario Campobasso e termina il campionato campano di Seconda Divisione 1938-1939 al quarto posto. Nel frattempo in questa stagione i lupi adottano al posto della maglia rossoblù una maglia rossa con bordi bianchi. La società si scioglie alla fine della stagione.
Durante la guerra, le attività sportive vengono sospese. Si registrano solo partite amichevoli, tra le quali si evidenzia la partita che vede contrapposti i rossoblù all'Avellino nel 1942.
Nel 1944 gli inglesi crearono il 'Track Pool', un centro autocarri dove lavoravano molti cittadini, tra cui molti ex giocatori degli anni 30 che diedero vita a una serie di partite amichevoli con altre squadre regionali e limitrofe.

### Il dopoguerra e gli anni cinquanta e sessanta
Nel 1948, con la nascita dell'Unione Sportiva Campobasso e con i lavori compiuti per la ristrutturazione dello stadio, malridotto a causa della guerra, riprendono le attività agonistiche a Campobasso. La nuova società si affilia direttamente alla Lega Interregionale Sud in quanto rappresentante di un capoluogo provinciale. Nel campionato 1949-1950, il presidente Salvatore Saggese allestisce una rosa più competitiva, con il chiaro obiettivo della promozione in Serie C. Il Campobasso non riesce però a centrare la promozione, concludendo il campionato al secondo posto, alle spalle del Toma Maglie, promosso. Cruciali furono gli scontri diretti e qualche passo falso nella fase finale del campionato. L'anno successivo, il Campobasso si mantiene nella zona alta della classifica, mentre per il campionato di Promozione 1951-1952 (Lega Interregionale Sud) i problemi finanziari della società portarono a un consolidamento della posizione in IV Serie, complici vari problemi societari, che vennero in parte risanati con dazi sul vino e sulla carne.
Ammesso alla nuova IV Serie nel 1952, gioca campionati di medio livello con l'obiettivo di salvarsi, trovandosi davanti squadre del calibro di Pescara, Lecce e Bari. Tra i calciatori più noti arrivati in rossoblù in quegli anni troviamo Attilio De Vita e Antonio Renna. Inoltre i lupi dimostrano di essere una squadra in grande difficoltà nelle partite in trasferta, tanto da dover aspettare il terzo anno in IV serie per ottenere il primo successo esterno.
Inaspettata fu la salvezza ottenuta nel campionato 1953-1954, con la squadra che non riesce ad avere una continuità dei risultati (con in squadra un giovane Oriello Lugli), ritrovandosi penultima posizione fino alla penultima giornata. All'ultima giornata, il 18 aprile, la Nocerina perde in casa della Cavese già salva, mentre a Campobasso la neve impedisce lo svolgimento della partita contro la Torres che viene rinviata di tre giorni. Gli isolani (quarti in classifica), asserragliati in albergo per tutti e tre i giorni non avendo l'abbigliamento adatto alla stagione invernale, scendono in campo demotivati e subiscono un sonoro 4-0, con i Lupi che scavalcano la Nocerina facendola scivolare al quindicesimo posto, posizione corrispondente alla retrocessione, mentre i molisani conclusero la stagione al dodicesimo posto.
Nel 1956 diventa presidente Alessandro De Gaglia, sindaco della città, il quale permette l'arrivo come allenatore il campione del mondo 1938 Gino Colaussi, anche se il suo periodo in panchina non durerà a lungo, a causa degli scarsi risultati ottenuti, arrivando a far disputare al Campobasso la seconda serie del Campionato Interregionale 1957-1958 (concluso al quarto posto).
Il Campobasso nel 1959 viene ammesso nella nuova Serie D; De Gaglia lascia la squadra, e al suo posto arriva a coprire il ruolo di presidente l'avvocato Angelo Palladino, il quale, l'anno successivo, lascerà a sua volta l'incarico a Ulderico Adolfo Colagiovanni, il quale riuscì ad iscrivere in extremis la squadra al campionato, mentre il ruolo di calciatore-allenatore assegnato al capitano Mario Ruzzi, precedentemente all'arrivo di Ambrogio Alfonso. Allo stesso tempo, i lupi si salvano nelle ultime giornate del girone. Il Campobasso procede su questi livelli fino alla stagione 1963-1964, stagione nella quale la squadra veleggia nella parte alta della classifica grazie ai gol di Romano Sciaretta (14 gol in tutto). Nonostante ciò, la stagione si chiude con i molisani al quinto posto, a sei punti dal Ternana, vincitrice del girone.
Dalla stagione successiva il Campobasso torna a lottare per salvarsi, De Angelis viene esonerato, e al suo posto viene preso Armando Leonzio, sostituito a stagione in corso dall'ex Lazio e Triestina, nel ruolo di portiere-allenatore, Giampiero Bandini. La società si ritrova in crisi e con svariati debiti. Per la stagione successiva viene chiamato un altro campione del mondo del 1938, Mario Perazzolo, che riesce a portare la squadra alla salvezza. Al termine della stagione il presidente Colagiovanni lascia la squadra, e con l'aiuto del sindaco Carlo Vitale, viene trovato il successore adatto a ricoprire l'incarico, ovvero Giacinto Tannasi. Lo stesso Vitale a partire dalla stagione 1967-1968 succederà a Tannasi. Per il 1967-1968 diventa allenatore l'argentino Juan Landolfi, origini molisane con un passato nell'Inter, con l'obiettivo di rimanere in categoria, come accaduto nelle stagioni precedenti. La rosa 1967-1968 include Gino Scasserra, ultima stagione per lui in rossoblù, 7 campionati in totale (tornerà al Campobasso in altre vesti), Mario Ruzzi (12 campionati) e Nicola Bellomo (9 campionati). Nella stagione successiva si riconferma il blocco dell'anno prima e il Campobasso si ritrova incredibilmente a lottare per la promozione, salvo poi calare nella seconda parte di stagione, accontentandosi di una posizione di media classifica.
Tutto cambia nella stagione 1969-1970. Con lo spostamento dei lupi dal girone H (girone con squadre abruzzesi, marchigiane e pugliesi) al girone G (girone campano). I dirigenti speravano di aumentare il numero di presenze allo stadio e di diminuire i costi per le trasferte, creando una squadra buona sul livello tecnico, ma ciò non si adattò a un campionato dove prevaleva il fattore fisico. Il Campobasso si ritrova così impegnato nella parte bassa della classifica. Complicò la situazione della squadra un'invasione di campo da parte dei tifosi rossoblù durante la partita Campobasso-Turris, la quale costò diverse giornate di squalifica del campo e partita persa a tavolino. Successivamente un sasso lanciato dal pubblico colpì il guardalinee: al momento del fatto i lupi stavano vincendo contro l'Angri, ciò costò loro un punto di penalizzazione e la partita persa a tavolino. Neanche il cambio di panchina ebbe l'effetto desiderato poiché il nuovo mister, Farnese Masoni, aveva ben poca esperienza nel campionato. A suggellare definitivamente la condanna dei rossoblù fu la differenza reti, la quale permise al Terzigno, arrivato a pari punti con il Campobasso a quota 30, di salvarsi, condannando invece i rossoblù alla discesa in Promozione Campana. Da evidenziare fu, alla terzultima giornata proprio contro il Terzigno, l'esordio di un giovane Michele Scorrano, in una partita vinta 4-1 dal Campobasso.

### Gli anni settanta e la Serie C
Per il 1970-1971 avviene il cambio al vertice, con il dott. Luigi Carnevale che prende il posto di Vitale, mentre per la panchina viene richiamato mister Landolfi. Ci si affida a una squadra giovane (dove esordisce anche Raffaele Di Risio), a cui viene affidato il compito di mantenere la categoria visti gli 8 punti di penalizzazione comminati per i fatti dell'anno prima, raggiungendo l'obiettivo. Per la stagione successiva si tenta di risalire in D affidando la squadra a Ercole Castaldo, ma un Campobasso non sempre perfetto a inizio campionato, con due sconfitte cruciali a febbraio, costa il primo posto e la panchina a Castaldo. A nulla valse lo sprint finale guidato da Giancarlo Barbieri nel doppio ruolo di allenatore-calciatore, il quale, nonostante la vittoria contro la capolista Sessana, non riesce a portare i lupi al primo posto valido per la promozione. Solo grazie alla rinuncia del Vallo di Diano (vincitrice del girone B), riconquista la Serie D nel 1972. Grazie all'avvocato Franco Nucciarone (precedentemente sindaco della città) si inizia a costruire la squadra per la scalata in Serie C. Arrivò già da quell'anno Bruno Pinna (che divenne capitano), con il Campobasso che chiuse la prima stagione al quinto posto. Nel 1973-1974 viene chiamato per la panchina Antonio Angelillo. Tra i calciatori spicca l'attaccante Lino Villa (13 gol) e il centrocampista Andrea Truant (11 gol), arrivato a novembre. Pinna e compagni pareggiano con il Benevento, diretta rivale per la promozione, ed è così che il Campobasso agguantò il primato alla tredicesima giornata. La prima sconfitta arriva alla ventottesima giornata, e tre giornate dopo arriva una sconfitta a Castrovillari. Da evidenziare il crollo contro il Gladiator dopo aver saputo di una partita vinta a tavolino dal Benevento (persa sul campo). Il girone G lo vince il Benevento, con 50 punti finali contro i 48 dei Lupi. Si ritenta la scalata l'anno successivo, stavolta i lupi vengono spostati nel girone H. Dopo il rifiuto di Angelillo, la panchina viene affidata a Fernando Veneranda, e la squadra viene ricostruita con l'obbiettivo della promozione. La squadra però fatica e qualche stop di troppo costa a Venerada la panchina, che verrà affidata dalla 13ª giornata a Costanzo Balleri. Alla ventunesima giornata avviene l'aggancio in vetta alla classifica superando il Lanciano, grazie anche a una difesa che in tutto il torneo subisce solo 12 gol a dispetto di un attacco che segna relativamente poco (33 in tutto). Vince lo scontro diretto a Lanciano e vince finalmente il campionato il 25 maggio 1975 dopo il 5-0 al Cerignola davanti a diecimila persone, mantenendo l'imbattibilità casalinga. Contemporaneamente va avanti in Coppa Italia Semiprofessionisti fino alle semifinali dove incontra il Sorrento, perdendo ai rigori.
La squadra per il primo anno di C viene rinforzata adeguatamente, andando ad aggiungere al blocco dell'anno prima, il riconfermato Alberto Medeot ed il nuovo arrivato Giorgio Blasig a guidare l'attacco (7 gol a testa), mentre la difesa viene affidata alla coppia centrale Vincenzo Urbani-Giancarlo Carloni mentre Gabriele Bolognesi e Pinna guidano il centrocampo per una squadra che si conferma quasi sempre in casa, ma in trasferta perde 12 partite, vincendone solo una, chiudendo la stagione al sesto posto.
Il secondo anno è invece il più complicato, con la partenza di Giorgio Blasig e Gesualdo Piacenti nel bel mezzo di una crisi societaria dovuta alla sforzo profuso negli anni precedenti, si arriva al mancato pagamento per mesi degli stipendi ai calciatori e l'allenatore Lino De Petrillo (tecnico già dall'anno prima) si dimette per la critica situazione societaria. Al suo posto viene chiamato di nuovo Landolfi. Alla fine il Campobasso arriva a pari punti con altre sei squadre, ma si salva grazie alla differenza reti, chiudendo 16º. Nella stagione 1977-1978 la società è in profonda crisi, tanto da dover disputare la Coppa con dei ragazzi del luogo. Poco prima dell'inizio del campionato Luigi Falcione acquista i lupi (anche se, per la ristrettezza dei tempi, per la Lega rimane presidente Nucciarone). Inoltre la squadra cambia ragione sociale e diventa Società Sportiva Campobasso. Viene riconfermato il blocco difensivo composto da Migliorini, Urbani Carloni, Pilone, Scorrano (divenuto capitano dopo l'addio di Pinna), mentre a centrocampo arriva il campobassano Siro D'Alessandro. Parte dopo tre anni Medeot. La squadra, guidata da Dante Fortini, parte molto bene, arrivando al giro di boa al terzo posto, ma nella seconda parte paga il fatto di avere una rosa corta e arriva 7º, assicurandosi comunque il posto nella neonata Serie C1.
Per il 1978-1979 viene scelto come direttore sportivo Ernesto Bronzetti e la squadra viene completamente rinnovata: rimangono D'Alessandro, Scorrano, Facoetti e Fiorillo, mentre arrivano nel capoluogo molisano i difensori Angelo Trevisan e Natale Picano, i centrocampisti Marco Maestripieri e Silvano Pivotto, il portiere Franco Paleari in prestito dall'Udinese, l'ala Pieraldo Nemo e la coppia di attaccanti Giampiero Aliverni e Umberto Catarci, mentre dalle giovanili si affaccia in prima squadra il difensore Luigino Pasciullo. La squadra, affidata a Piero Fontana, inizia al rallentatore, ma alla quarta giornata rifila quattro gol alla Salernitana al Vestuti (prima squadra a vincere con questo risultato a Salerno dai tempi del Grande Torino). Si ritrova a giocare le giornate successive nella parte alta della classifica, senza mai fare il vero salto di qualità, causa un attacco poco prolifico (25 gol in tutta la stagione). Incappa, in nove partite consecutive, in 8 0-0 e una sola vittoria, chiudendo il campionato al 4º posto e 38 punti conquistati. Nel 1979-1980 si rinnova in parte la rosa, al posto dei partenti Pivotto, Picano e D'Alessandro (Paleari torna a Udine per rientrare in Molise a stagione in corso) arrivano il centrocampista Enzo Scaini e l'attaccante Gian Battista Motta. La squadra viene affidata al tecnico Giovan Battista Benvenuto. Nelle prime tre partite la squadra raccoglie solo un punto, per poi riprendersi, trascinata dai gol di Scaini, Aliverni e Motta e da una difesa solida. La squadra non riesce a fare il salto decisivo e il tecnico non viene più seguito dal gruppo, per questo alla 12ª giornata Benvenuto viene sostituito da Giovanni Mialich. Sfruttando il campionato favorevole, il Campobasso macina punti scavalcando il Catania per la testa del girone, perdendo però l'ala Nemo per infortunio. Nella seconda parte cala, perdendo il ritmo del Catania, per poi essere escluso nella corsa finale a causa di un attacco non brillante in trasferta, facendosi superare dal Foggia (promosso) e dal Livorno, arrivando 4º con 39 punti. Nel frattempo partecipa anche alla Coppa Anglo-Italiana dove non riesce ad accedere alla finale per la differenza reti a favore della Triestina (vincitrice del torneo). Per la stagione successiva al posto del ds Bronzetti arriva Roberto Ranzani e in panchina Bruno Giorgi. Al posto dei partenti Paleari, Scaini, Trevisan e Pasciullo, arrivano il portiere Bruno Fantini, i centrocampisti Paolo Biancardi, Giuseppe Guerini e Walter Casaroli mentre dalle giovanili arriva il difensore Carmelo Parpiglia. La squadra raccoglie punti in casa, mentre in trasferta sfugge quasi sempre la vittoria, ad esclusione di due pareggi esterni con Sambenedettese e Cavese con cui si contende il primato. Nel girone di ritorno vince contro la Sambenedettese, ma i risultati continuano a non arrivare in trasferta (la compagine rossoblù vinse in tutto il campionato solo una volta fuori casa, a fronte delle 14 interne e l'imbattibilità in casa). Alla penultima giornata, sotto di due punti dalla coppia di testa, si gioca Campobasso-Cavese, con i rossoblù che ne escono vittoriosi per 1-0 (partita ricordata per la sassaiola dei tifosi cavesi al gol di Maestripieri e un loro pullman impallinato dopo la partita) raggiungendoli al secondo posto; beffarda per i lupi è l'ultima giornata, pareggio in casa del Rende non potendosi permettere così di giocare un eventuale spareggio chiudendo con 43 punti, mentre la Cavese (vittoriosa all'ultima giornata) e la Sambenedettese chiusero entrambe a 44.

Una formazione del Campobasso 1980-1981 arrivata a un passo dalla promozione

### L'era Molinari, gli anni d'oro della B
Nel 1981-1982 la società è in grave crisi con l'addio di Falcione e con la società a un passo dal fallimento, finché Fernando Palange convince l'imprenditore edile Antonio Molinari ad acquistare la squadra. Viene affidata la panchina a Vincenzo Montefusco, il quale all'inizio fa anche il direttore sportivo. La squadra viene rinnovata, partono Guerini, Casaroli, Spada, Lancetti e Facoetti, mentre arriva la coppia difensiva Marcello Nicolucci e Stefano Calcagni, l'ala Antonio Tripepi, Alfredo Canzanese e dalla Roma Luigi Ciarlantini e Marco Silvestri. Come direttore sportivo arriva Piero Aggradi che riporta al Campobasso dopo nove anni Di Risio.
La partenza vede 4 sconfitte e una vittoria nelle prime cinque giornate, Biancardi e Fantini vanno via dopo una pesante contestazione, viene esonerato Montefusco e al suo posto viene chiamato Antonio Pasinato, mentre arrivano l'attaccante Ubaldo Biagetti, il centrocampista Primo Maragliulo e da svincolati il portiere Walter Ciappi e  il trequartista Guido Biondi. Il Campobasso inizia a scalare la classifica grazie anche ai gol di Biondi (per i suoi gol su punizione, verrà soprannominato "il Platini del Molise"), tanto che alla sosta di Natale, la squadra si ritrova a meno due dalla Nocerina seconda.

Una formazione del Campobasso 1981-1982, stagione della storica promozione in Serie B, massima categoria raggiunta dai rossoblù

I lupi vincono un importante scontro diretto contro la Reggina, ma non riesce ad avere la meglio contro le battistrada Arezzo e Nocerina (rispettivamente 1-1 e 1-0), con la sconfitta a Nocera Inferiore che ributta i rossoblù al sesto posto. Da questa partita i rossoblù rimangono imbattuti fino a fine stagione: quattro vittorie di fila vincendo anche fuori casa, riportandosi a due punti di distacco dalla capolista Arezzo, a Salerno pareggia contro la seconda in rimonta con gol di Canzanese (uno dei 5 stagionali in campionato) e alla quartultima vince un'importante partita a Pagani, con la classifica che, alla vigilia della penultima giornata, dice Arezzo 43, Campobasso e Nocerina 42.
In trasferta sul campo del Casarano, il pullman dei molisani viene preso a sassate (Maestripieri venne ferito); la partita si conclude 1-1 (decimo gol stagionale di Biondi); contemporaneamente Campania-Nocerina si conclude 2-2 dopo l'interruzione della partita sul 2-0 per i molossi per gli scontri causati dai tifosi del Campania. Entrambe le squadre fanno ricorso. All'ultima giornata, il 30 maggio 1982, i lupi vincono per 1-0 contro la Reggina con il gol vittoria di Maragliulo, ma si deve aspettare l'esito dei ricorsi che arrivano il 2 giugno: ricorso dei molisani accolto e vittoria a tavolino 2-0 contro il Casarano, quello della Nocerina viene respinto. Il Campobasso si classifica così 2° a 46 punti evitando lo spareggio promozione con la Nocerina, ottenendo così una storica promozione in Serie B. Nel frattempo i rossoblù arrivano in finale di Coppa Italia Serie C dove incontra il Lanerossi Vicenza che nella doppia finale riuscirà a prevalere nella finale di ritorno ai supplementari (0-0 all'andata, 3-1 per i biancorossi).
In quel periodo venne inoltre creato, da parte degli impresari di spettacolo Gino & Gina, l'inno Forza Lupi Rossoblu.
(Michele Scorrano commentando gli anni del Campobasso in B)

Michele Scorrano, storico capitano negli anni della scalata del Campobasso fino alla Serie B

Per il primo anno di Serie B molti vengono confermati dall'anno prima. Capitano di quella squadra è Michele Scorrano arrivato alla tredicesima stagione di fila con la maglia rossoblù, altri giocatori simbolo rimasero come Carmelo Parpiglia, Guido Biondi, Raffaele Di Risio, Walter Ciappi, Marco Maestripieri, Luigi Ciarlantini, Primo Maragliulo, mentre tornò in Molise Silvano Pivotto e arrivarono i difensori Gilberto Mancini e Domenico Progna, a centrocampo Mario Goretti e Giuseppe Donatelli, in attacco Oscar Tacchi e Nicola D'Ottavio, lasciano invece il Molise Canzanese, Tripepi, Catarci, Nemo e Motta.

Raffaele Di Risio, molisano di Baranello, punto fermo del centrocampo rossoblù

Il portiere Walter Ciappi, natio di Buenos Aires

La prima in Coppa Italia vede il Campobasso esordire contro il Bologna, appena retrocesso in Serie B, al Dall'Ara, uscendone sconfitto per 2-0, mentre la giornata successiva di Coppa si toglie lo sfizio di battere nella prima partita in casa la Fiorentina dei campioni del mondo Giancarlo Antognoni e Francesco Graziani per 1-0 con la marcatura del molisano Nicola D'Ottavio, anche se la qualificazione agli ottavi sfugge a vantaggio del Bologna e del Pisa. In campionato, alla prima storica apparizione in Serie B il 12 settembre, allo Stadio Olimpico, pareggia 0-0 contro la Lazio, la giornata successiva vince per 1-0 contro il Lecce con gol di Goretti e si riconferma in trasferta contro la Reggiana (gol di Maestripieri). Solo alla quarta giornata arriva la prima sconfitta, avvenuta per mano del Milan con un 2-0 al Romagnoli, con il Campobasso che ha sprecato diverse palle gol nel primo tempo per una clamorosa vittoria.
In tutto il campionato non rischia mai di scivolare nei bassifondi della classifica, e nel girone di ritorno batte la Lazio per 1-0 con gol di Ubaldo Biagetti e pareggia allo Stadio San Siro contro il Milan per 0-0. Chiude la stagione al 13º posto. 

Una formazione del Campobasso 1983-1984, la migliore stagione dei rossoblù

Nel stagione 1983-1984, con una squadra quasi identica rispetto all'anno prima (lasciano Campobasso Biagetti, Calcagni, Mancini e l'idolo Biondi mentre ritorna Trevisan e arriva Guido Ugolotti), parte bene con la possibilità di centrare la Serie A. Con la continuità di risultati sia in casa che in trasferta, all'11ª giornata battendo l'Arezzo per 1-0 con gol di D'Ottavio si issa al comando della classifica. L'entusiasmo fu così grande, che alla successiva trasferta di Como viene organizzato un treno dai tifosi: in riva al lago arrivarono 3000 supporters rossoblù (partita persa 3-0). Nel successivo scontro diretto con la Cremonese (partita resa possibile per i tifosi che spalarono la neve), al gol di Maestripieri risponde un giovane Gianluca Vialli. All'ultima prima della sosta natalizia, contro il Monza, con la vittoria la squadra riacciuffa la vetta della classifica per la 15ª giornata, da lì in poi cala nella seconda parte di campionato. Fino alla 26ª giornata è terzo, poi la differenza di risultati tra casa e fuori (imbattuto sul terreno amico, solo una vittoria e sette pareggi fuori) determinano la fine dei sogni promozione chiudendo 7º (5° a pari merito con Arezzo e Padova, 7° per differenza reti), a soli cinque punti dal possibile traguardo della Serie A.

Luigi Ciarlantini e Primo Maragliulo

Per concludere la stagione, viene disputata un'amichevole il 26 giugno 1984 allo Stadio Olimpico di Montréal contro la Nazionale di Haiti terminata 0-0 di fronte a 32 000 tifosi, in massima parte molisani (o discendenti) emigrati in Canada.

Il centrocampista Marco Maestripieri da Terni, uno tra i calciatori con più presenze con i lupi

Per il 1984-1985, ci sono diversi cambiamenti: nella squadra, vanno via Parpiglia, D'Ottavio, Biagetti e con l'addio di Scorrano dopo 15 anni (la fascia di capitano passa a Maestripieri), mentre arrivano l'ala Carlo Perrone, il difensore Carmine Della Pietra, dall'Ascoli, con cui ha militato in Serie A, il difensore (e molisano) Donato Anzivino, il giovane centrocampista Fabio Lupo, l'attaccante Stefano Rebonato acquistato per la cifra record di un miliardo di lire (giocatore più pagato della storia dei Lupi, il quale segnò solo un gol in tutto il campionato e due in coppa) in comproprietà con il Pescara. Al posto di Pasinato arriva Giancarlo Cadè. Il Campobasso passa il turno di Coppa Italia, in un girone dove pareggia per 0-0 contro Verona che diventerà campione d'Italia, ma perde Di Risio per un serio infortunio (non tornò più ai livelli di prima).
In campionato parte male, perde l'imbattibilità casalinga, ottiene solo una vittoria e sei pareggi nelle prime dieci partite e si ritrova ultimo in classifica. Cadè si dimette e sulla panchina dei Lupi arriva Bruno Mazzia, iniziando a risalire la china, con Tacchi che è diventato goleador, così come importanti e fondamentali i gol di Ugolotti e Perrone.
Arriva il giorno degli ottavi di finale di Coppa Italia, e il 13 febbraio 1985 allo Stadio Nuovo Romagnoli di contrada Selvapiana (inaugurato per l'occasione), il Campobasso ospita la Juventus di Trapattoni, Scirea, Platini, Boniek, e vince a sorpresa per una 1-0 (autorete di Stefano Pioli che devia un tiro di Guido Ugolotti), mandando sul palo la palla del clamoroso 2-0, con lo stadio stracolmo fino all'inverosimile, 26 000 biglietti venduti, per un'affluenza di 40 000 persone (donne e bambini entravano gratis); il ritorno fini 4-1 per i padroni di casa, non senza aver subito per la seconda volta il vantaggio dei molisani ad opera di Perrone.
Dopo una stagione sofferta la salvezza viene raggiunta all'ultima giornata contro la Triestina per 1-0 con il gol su punizione del solito Tacchi, (13 gol per lui in campionato) concludendo in 12ª posizione

### Il declino e il fallimento
Per la stagione successiva il Campobasso vende diversi pezzi pregiati, Tacchi e Trevisan al Genoa, Ugolotti all'Arezzo, Progna al Pisa in A (al suo posto arriva dal Torino Giuseppe Argentesi), Ciarlantini e la delusione Rebonato al Pescara, al posto di Ciappi viene preso Massimo Bianchi, arrivano Alessandro Bonesso, Francesco Boito, Claudio Vagheggi, un giovane Elio Migliaccio e ritornano Maragliulo e Parpiglia. In Coppa Italia esce subito, anche se si deve segnalare lo 0-0 contro la Roma.
La partenza in campionato è anche peggiore dell'anno prima, alla nona giornata ha raccolto solo cinque punti e si ritrova ultimo con Mazzia vicino all'esonero, vince la prima partita solo dalla decima con il Cagliari (1-0) decisa dal rinforzo di ottobre Roberto Russo. Dopo questa partita cambia marcia e risale la china, trovando la matematica salvezza sul campo del Brescia dell'ex Pasinato alla penultima giornata (1-1), chiudendo al decimo posto.

Il Campobasso 1986-1987 al suo ultimo anno di Serie B

Nella stagione 1986-1987 arriva in panchina Tord Grip, ex vice allenatore della Nazionale svedese e portatore del "calcio a zona" che, non avendo il patentino per allenare in Italia, assume ufficialmente il ruolo di direttore tecnico e viene affiancato da Pietro Fontana.
La squadra rimane cambia pochissimo, Argentesi torna a Torino, Di Risio finisce la carriera a Castel di Sangro e Maragliulo va al Monza, arriva dal Genoa Massimo Mauti e in prestito ad ottobre dall'Inter Giuseppe Accardi oltre a una serie di giovani che rientrano dai prestiti. 
Il girone di andata si concluse con 12 punti conquistati con solo due vittorie. Al posto di Grip arriva Giampiero Vitali che conquista 21 punti sfiorando l'impresa della salvezza (pesano lo scontro diretto contro il Taranto per 4-2 e un pareggio rocambolesco per 3-3 contro la Triestina in cui i rossoblù conducevano la partita per 2-0 per poi trovarsi sotto e all'ultimo pareggiare). Fatale per i molisani l'ultima giornata, non riuscendo a vincere a Messina (0-0), mentre la Sambenedettese scavalca i molisani vincendo in casa del Bari che aveva perso il treno della promozione, mentre la Lazio dei -9 e il Taranto vinsero rispettivamente contro Vicenza e Genoa agganciando il Campobasso a 33 punti e dovendo quindi disputare lo spareggio salvezza. Lo spareggio a tre, disputato al San Paolo di Napoli, vede soccombere i molisani dopo aver prima pareggio contro il Taranto 1-1, per poi perdere (quando bastava il pareggio per conservare la categoria) per 1-0 contro la Lazio con gol di Fabio Poli al 53', con i molisani che si divorarono il possibile gol salvezza pochi minuti prima con Boito. Era il 5 luglio 1987 e i laziali rappresentano, per uno strano scherzo del destino, la prima e l'ultima squadra affrontata dal Lupo in serie B.
A dispetto delle speranze dei tifosi, non viene ripescata in B visto che la sentenza sulla Triestina per illecito sportivo, i triestini vengono "graziati" con cinque punti di penalizzazione.
In Serie C1 Molinari si gioca il tutto per tutto per un immediato ritorno in cadetteria. Dall'anno prima rimangono Maestripieri, Goretti, Della Pietra, Anzivino, dal vivaio arrivano ufficialmente in prima squadra Vincenzo Nunziata, Ugo Armanetti, Orazio Mitri, Ugo Sarracino, e arrivano Felice Tufano e la coppia d'attacco Marco Romiti e Gabriele Lanci (rispettivamente 15 e 9 gol), mentre in panchina siede Mario Russo. Alla fine del girone d'andata è secondo a un punto dal Cosenza, ma qualche pareggio di troppo e l'aver perso gli scontri diretti, costa ai lupi il 4º posto, staccato di un solo punto dalla Reggina, poi promossa nello spareggio promozione contro la terza del girone A (il Virescit Boccaleone).
Per il 1988-1989 la società è in piena crisi societaria, Molinari usa anche il suo patrimonio personale per la squadra, ma a novembre è costretto a dimettersi e il suo posto viene preso da Franco De Santis, anche se gli oneri rimangono a lui. Maestripieri dopo dieci anni si deve accasare al Castel di Sangro, così come vanno via gli altri giocatori della B.
Della stagione precedente rimangono Sarracino, Migliaccio, Nunziata, Mitri, ritorna da un giro di prestiti Francesco Caruso, mentre arrivano Massimiliano Rosa, Roberto Mandressi e una serie continua di giocatori che vanno e vengono. La squadra viene affidata a Rosario Rivellino che in Coppa Italia ha la grande sfida al Romagnoli con il Milan di Gullit e Sacchi (1-3), e in campionato si ritrova a dover lottare per non retrocedere. A metà campionato subentra sulla panchina dei lupi Roberto Milite dove trova un po' di continuità, ma si perde nelle ultime due giornate: alla penultima pareggia contro una Vis Pesaro già retrocessa, all'ultima in casa contro i pugliesi del Monopoli si fa rimontare (1-2 risultato finale) e si ritrova a fare lo spareggio contro quest'ultima. L'11 giugno 1989, sul neutro di Catanzaro, un netto 4-1 per i pugliesi condanna i molisani alla retrocessione. In Serie C2 il Campobasso arriva 18º e ultimo nel 1989-1990, con una girandola infinita di calciatori e allenatori, con il secondo Mario Oriente che si ritrova spesso e volentieri a diventare primo allenatore tra un esonero e un altro, e con la retrocessione arriva anche il fallimento.

### Prima rinascita: Football Campobasso
Grazie all'interesse di Carlo Scasserra (fratello di Gino Scasserra), imprenditore alimentare, a capo di una cordata di imprenditori tra cui c'è anche Adelmo Berardo, mentre ricopre il ruolo di presidente onorario Antonello Venditti (il padre del cantautore romano è di Campolieto) acquistando il titolo sportivo dalla Fiamma Folgore, rinasce una nuova squadra, il Football Campobasso, 
che parte dalla Prima Categoria molisana nel 1990. Della vecchia formazione rimangono l'allenatore Mario Oriente e il calciatore Giovanni Palladino, mentre come ds viene scelto Antonello Toti. Nello Cianci arriva al Campobasso per chiudere la sua carriera, mentre in attacco in questi anni si distinguerà Santo Quicquaro. Il primo campionato lo vince agevolmente, così come l'anno successivo quello di Promozione Molise. In questa stagione la società conquista il suo primo (e finora unico) titolo giovanile, il Campionato Nazionale Juniores battendo in finale il Venezia per 3-2 allo Stadio Flaminio.
Accede così al nuovo campionato di Eccellenza Molise adesso che la regione molisana che ha ottenuto da quell'anno l'autonomia calcistica. Il 1992-1993 si rivela più combattuto dei precedenti: qualche pareggio di troppo costa la panchina a Oriente e al DS Toti, come ruolo di tecnico arriva Gino Camarda, mentre c'è una lotta punto a punto con l'Interamnia Termoli. Quando mancano cinque giornate alla fine, il Campobasso perde per un autogol lo scontro diretto e si fa sorpassare. La giornata successiva aggancia di nuovo la vetta, poi alla penultima avviene il sorpasso finale, che permette al Campobasso di accedere al Campionato Nazionale Dilettanti.
In molti vengono riconfermati, a cui si vanno ad aggiungere Amant Shllaku, Massimo Barometro, Francesco Messina, Antonio Cresta e Vincenzo Cosco, vengono affidati al nuovo tecnico dei Lupi, Marco Maestripieri. Il 1993-1994 lo conclude in crescendo con un 6º posto finale. La stagione successiva è più travagliata, Shllaku e Cresta vanno via (quest'ultimo alla Lucchese), mentre arrivano una serie di giocatori tra cui Dario Bellomo e Domenico Progna (fermo per parecchio tempo da infortunio). Alla sesta giornata, vista la situazione sia in campo che societaria, Maestripieri si dimette; il suo posto viene preso da Siro D'Alessandro. Ma la situazione in campo e fuori rimane difficile, sembra che deve arrivare una nuova società che mette Giuseppe Nazzi in panchina, ma dura due partite e con lui questa nuova società che non ha mai preso le quote. Viene affidata la panchina a Gennaro Rambone, ma anche lui si dimette per la difficile situazione in campionato e nella società. Viene perciò richiamato D'Alessandro. Si cerca di raddrizzare la stagione nel finale, ma non si riesce a uscire dai bassifondi della classifica, chiudendo in 16º posizione e retrocedendo. Viene comprata e ripescata dall'avvocato del diavolo (e truffatore), il serbo-britannico Giovanni Di Stefano (originario di Petrella Tifernina) che promise la Serie A in cinque anni. Tanti sono i movimenti di mercato in entrata e in uscita, e la squadra viene affidata a Giuseppe Fioriello, a cui successivamente affiancato nel ruolo di direttore tecnico Lekovic, che, a detta di Di Stefano, arrivava direttamente "dal Manchester United". Fioriello si dimette e al suo posto arriva Angelo Fiardi dalla 7ª giornata, ma ci rimane fino alla 19ª e ritorna Fioriello. La squadra, che ha comunque dei buoni valori tecnici, cresce durante la stagione, e arriva al 5º posto, abbastanza per partecipare alla Poule Scudetto 1996. Il 30 giugno Di Stefano abbandona la società condannandola a un nuovo fallimento nel 1996, a sei anni dal precedente. Nel 2013, in Gran Bretagna, è stato condannato a 14 anni di carcere per reati di truffa, frode e riciclaggio.

### Seconda rinascita: Associazione Calcio Campobasso
L'Associazione Calcio Campobasso viene rifondata dal presidente Adelmo Berardo (che ha giocato nei Lupi nella stagione 77-78 in serie C come portiere) e dal suo socio Roberto Tavaniello, che dopo aver rilevato il titolo dal Sepino, riparte dall'Eccellenza molisana con Mario Oriente in panchina. Della squadra dell'anno prima c'è ancora Giuseppe Adamo (al suo settimo e ultimo campionato di fila con i rossoblù), Giovanni Palladino e Bucci, mentre rientrano a Campobasso Ugo Armanetti e Michele Tomasino, entrambi prodotti del vivaio rossoblù. La squadra vince agevolmente il campionato perdendo solo una volta in tutto il torneo, e vince anche la Coppa Italia Dilettanti Molise in finale contro il Trivento per 2-0, mentre si ferma al primo turno alla fase nazionale.
Per il ritorno nel C.N.D. 1997-1998 di quelli sopra citati rimangono solo Armanetti e Palladino (al suo nono e ultimo campionato di fila in rossoblù), dall'Avellino arrivano dei nuovi innesti, dei quali molti avevano vinto il Torneo Dante Berretti 1995-1996, il portiere Pasquale Mezzacapo, i difensori Gabriele Setti, Antonio Minadeo e Vincenzo Moretti, i centrocampisti Walter Piccioni e Alfonso Camorani, mentre torna Barometro. Al fianco dell'attaccante Giovanni Izzillo (capocannoniere della squadra con 12 gol in stagione), arriva lo Zar Pietro Maiellaro, mentre in panchina c'è Vittorio Belotti. Dopo una partenza brusca, il Campobasso ingrana e ingaggia un lungo duello in testa contro il Giugliano e il Terracina anche se quest'ultima si staccò progressivamente. Gli scontri diretti con il Giuliano finiscono entrambi 1-1; da ricordare il gol del pareggio dei Lupi a Giugliano da quaranta metri su punizione di Moretti, che manda in visibilio i tifosi presenti allo stadio e quelli che seguivano la partita da un maxischermo a Campobasso. In tutto questo, alla 26ª giornata, viene esonerato Belotti (esonerato con la squadra prima in classifica, in crisi i rapporti con il presidente), al suo posto arriva Franco Villa poco prima della trasferta di Giuliano. Alla 30ª giornata affronta in trasferta la Casertana in lotta per non retrocedere; qui ottiene la seconda sconfitta in campionato che consente al Giuliano il sorpasso in vetta alla classifica. In seguito all'esonero di Villa si siede in panchina Alfonso Bavota, che vince le ultime quattro partite, chiudendo con 80 punti e un secondo posto il campionato, a un punto dal vincitore Giugliano. Contemporaneamente aveva vinto nella doppia finale contro il Faenza la Coppa Italia Dilettanti Fase C.N.D. poco prima della trasferta di Caserta, mentre a giugno, il Campobasso perde la Coppa Italia Dilettanti contro la Larcianese.
Per la stagione successiva l'organico viene completamente rinnovato, della rosa dell'anno prima rimangono in pochi (tra cui Armanetti, Maiellaro e Scarpa), ritornano Shhlaku, Nunziata e Parpiglia, arrivano Carmine Minauda, e il trequartista Germano Poziello, in attacco arrivano Luigi Cailano e Salvatore Sibilli. In panchina ritorna Maestripieri che dura sei partite (decisiva la sconfitta contro il Renato Curi per 3-1 con doppietta di un giovane Fabio Grosso), dopo aver perso il contatto con i capolisti del Lanciano. Al suo posto arriva Pasquale Molinaro, ma di fatto l'allenatore lo fa Maiellaro (ancora senza patentino) nel doppio ruolo di giocatore allenatore. La squadra inizia a ingranare, dalla sconfitta con il Potenza della 12ª giornata fino al ritorno proprio contro di loro (stavolta vinto) vince tutte le partite tranne tre, nelle quali pareggiano (tra cui uno 0-0 a Lanciano), poi un calo nella parte finale della stagione permette ai rossoblù di aggiudicarsi solo il secondo posto.
Per il campionato di Serie D 1999-2000 entra in società Aniello Aliberti che manda una serie di giocatori che rinforza la rosa, tra cui Alfredo Cariello, Antonello Corradino, Alessio Galantucci, mentre arrivano Dragutin Ristić, Osvaldo Mancini, ritorna Orazio Mitri a rinforzare la squadra dove erano rimasti Minauda, Armanetti, Nunziata, Sibilli e Poziello. La panchina, affidata a Paolo Anastasio, dura tre giornate (una vittoria e due pareggi) a causa di una forte contestazione da parte dei tifosi. Dopo una giornata affidata al traghettatore Oriente, viene scelto Angelo Busetta, insidiando le posizioni di testa occupate dal Taranto e dal Martina, ma proprio due sconfitte consecutive contro gli jonici e contro il Locorotondo porta, alla vigilia della 16ª giornata, i molisani a un distacco di sette punti dalla vetta. Nelle successive quindici giornata, ne vince quattordici e ne pareggia una con il Martina, arrivando allo scontro diretto contro il Taranto con sei punti di vantaggio. Nonostante la sconfitta nel finale, mantiene la testa, pareggia nel recupero una difficile partita con il Manfredonia e si presenta all'ultima giornata contro la Pro Vasto, il 21 maggio 2000, con un punto di vantaggio. Il 3-0 (marcatori Corradino, Mitri e Cariello) davanti a 16000 spettatori gli fa vincere il campionato e il conseguente ritorno in Serie C2.
Per il 2000-2001 Berardo stravolge ancora una volta la rosa, tra i riconfermati ci sono solo Corradino e Minauda, Nunziata gioca la sua ultima stagione, ritornano Moretti, Minadeo e Piccioni, in porta arriva Francesco Gnudi, per la difesa Michele Marzini, Marcello Corazzini, Luca Monari, a centrocampo Marco Lo Pinto, in attacco Matteo Righi e Giorgio Corona. Anche la panchina cambia e viene affidata a Mario Russo. La squadra parte bene e si ritrova in testa al campionato, la perde all'ottava giornata contro il Taranto (ripescato), ma la riconquista alla 16ª giornata e continua la sua marcia. Dopo un mese di febbraio difficile dove conquista un solo punto, arriva al Romagnoli il Taranto in una sfida per il primato. Davanti a 18000 spettatori (quarta partita per numero di spettatori paganti di quella giornata su tutto il territorio nazionale) con un gol di Re Giorgio (Corona) vince la sfida e sembra indirizzare il campionato a suo favore. In tre partita però butta via la vetta, contro il Sora (alla 30ª giornata) la neve rimanda la partita quando i lupi sono in un momento favorevole, si fa rimontare dalla Igea Virtus alla 31ª, perde il recupero con il Sora e perde contro un Fasano alla 33ª in lotta per salvarsi, consegnando matematicamente la vittoria del girone al Taranto. I lupi, guidati ora da Massimo Cacciatori, vincono l'ultima giornata e devono affrontare i playoff contro il Sora (che li ha agguantati all'ultimo) nel primo turno; all'andata nel Lazio spreca e finisce 0-0, al ritorno perde su rigore nei minuti finali e deve dire addio ai sogni promozione.
La stagione successiva, la squadra è smembrata e non competitiva, rimangono Corradino, Moretti, Piccioni e Sibilli, mentre una girandola di giocatori si avvicendano in campo. Altrettanto avviene in panchina, Gabriele Geretto, Claudio Maselli, Luigino Pasciullo e di nuovo Geretto. La squadra conclude al 18º e ultimo posto, e oltre a retrocedere la società fallisce.

### Terza rinascita: Nuovo Campobasso
Dopo un anno senza squadre ufficiali nel capoluogo, viene rifondata una squadra, la Polisportiva Nuovo Campobasso, nata dalla fusione tra la Polesiana (squadra di una contrada cittadina che militava in Eccellenza arrivata terza nel 2002-2003) e la Primavera Campobasso (che aveva vinto il campionato di Promozione). Ai due rispettivi presidenti delle due squadre, Luigi Iacampo (Polesiana) e il padovano Paolo Rizzi (Primavera Campobasso) si aggiunge l'avvocato Claudio Palladino. 
Con questa triade al timone il Campobasso tenta il ritorno in Serie D. Il primo tentativo fallisce, nell'Eccellenza Molise 2003-2004 il Campobasso arriva secondo dietro al Venafro, con sei allenatori che si susseguono sulla panchina, addirittura Alfonso Bavota viene esonerato nell'intervallo di una partita che stava perdendo. Il Campobasso si gioca tutto nei playoff, arriva alla finale e perde per 3-1 contro il Montenero. L'anno seguente la squadra viene rinforzata, ritorna Corradino, mentre in attacco, a fianco di Vincenzo Capuozzo (16 gol in 18 presenze l'anno prima) arriva Carmine Carraturo. La squadra viene affidata a Pasciullo, esonerato da primo in classifica con sette vittorie in campionato e un pareggio. Al suo posto arriva Francesco Farina che conduce i Lupi alla vittoria del campionato con quattro giornate d'anticipo battendo il Termoli. In Coppa la finale la vince proprio contro il Termoli per 2-0, accedendo così alla fase nazionale della Coppa Italia Dilettanti, arriva alle semifinali, vince per 2-1 in casa contro il Real Altamura, ma al ritorno all'ottantanovesimo minuto subisce l'1-0, dicendo così addio alla finale.
Nel 2005-2006 il Nuovo Campobasso stravolge di nuovo la rosa (rimane praticamente solo Corradino), con Raffaele Sergio che siede in panchina dalla 9ª giornata, in seguito all'esonero di Farina, e conclude al 9º posto nel girone G della Serie D. Nel 2006-2007, rispetto alla stagione precedente, rimane solo l'attaccante Luigi Artiaco (9 gol la stagione prima, 13 in questa), con in panchina Silvio Paolucci. La squadra arriva 5º nel girone G, e raggiunge i play-off. Durante questa stagione sembra profilarsi l'ennesimo fallimento, ma a rilevare la squadra ci pensa l'imprenditore irpino Ferruccio Capone. 
Nel 2007-2008
il Campobasso milita nel girone F e la rosa viene ancora una volta ricostruita da zero: arriva in porta Stefano Rocco, i difensori Enrico Pepe, Savino Martore, Salvatore Colantuono, i centrocampisti Aniello Vitiello e Domenico Giugliano (aveva già giocato nei Lupi nel 93-94), le ali Giuseppe Todino e Gennaro Sorrentino attaccanti Luigi Molino, Roberto Maffucci e Rosario Majella, ed esordiscono pure Albino Fazio e Vittorio Esposito. La squadra viene affidata a Mario Di Nola, e inizia a ingranare, tanto che alla 13ª giornata sfida la Sangiustese per il primato, subendo una sconfitta per 1-0. In seguito a questa pesante sconfitta, la squadra perde la continuità nei risultati. Dalla 23ª giornata è seduto in panchina Gaetano Musella che riesce a portare il Campobasso al 3º posto, trascinati dai gol del bomber Majella (27 in tutto). Nei play-off elimina in semifinale il Morro d'Oro vincendo la partita 2-1, ma perde la finale con la Renato Curi Angolana, che mette fine all'avventura play-off dei lupi con un perentorio 2-0.
Nella stagione 2008-2009, i Lupi partono con tre punti di penalizzazione: pena comminata per un episodio risalente a due stagioni prima, una telefonata del direttore sportivo Giovanni Santone all'arbitro (Rocchi) alla vigilia di una partita dei rossoblù sul campo del Bacoli Sibilla per la quale era stata designata la medesima giacchetta nera. La penalizzazione viene annullata già dopo la prima giornata di campionato, con il roboante 5-0 al Luco Canistro. In seguito sono arrivate alcune brutte prestazioni, specie in casa, che hanno portato la squadra rossoblù a lottare solo per i play-off, conquistati a Castel di Sangro contro l'Olympia Agnonese, per poi perdere contro il Fano.
La stagione 2009-2010 è avara di soddisfazione per i Lupi: 10º posto in classifica e 13 sconfitte, otto delle quali in casa, record negativo assoluto del club. Ma la squadra ha presentato una domanda di ripescaggio in Lega Pro Seconda Divisione, accolta il 4 agosto 2010. Il 17 giugno 2010 la Polisportiva Nuovo Campobasso Calcio ingaggia Roberto Carannante, reduce da buone stagioni al Trivento, come allenatore della Prima Squadra per la stagione 2010-2011. La squadra, in agosto-settembre 2010, partecipa alla Coppa Italia Lega Pro 2010-2011 e viene eliminata alla fase eliminatoria a gironi (in 4 gare, ottiene 1 vittoria e 3 pareggi). Al 10 ottobre la posizione in classifica è già critica: 2 punti conquistati nelle prime 7 giornate, con un bilancio di 0 vittorie, 2 pareggi e 5 sconfitte; il 12 ottobre 2010 la società solleva Carannante dal ruolo di allenatore della Prima Squadra. Il giorno seguente la società comunica di aver ingaggiato come nuovo allenatore il molisano di Santa Croce di Magliano Vincenzo Cosco, il quale conduce la squadra alla salvezza prima di lasciare.
Il 25 maggio 2011 viene comunicata la nomina del nuovo allenatore per la stagione 2011-2012, il salernitano Nicola Provenza. Dopo le prime giornate della stagione 2011-2012, nella quale i lupi partono bene con 10 punti nelle prime 4 giornate, Ferruccio Capone annuncia di voler lasciare la società, entrando in polemica con l'allenatore Provenza e altri, e richiamando nello staff tecnico l'ex giocatore e team manager della squadra Gigi Molino. Proprio Provenza, dopo l'andamento altalenante delle prime giornate, è esonerato. Il 21 novembre 2011 viene scelto come nuovo tecnico Edoardo Imbimbo, il quale guida la squadra a una sofferta salvezza.
Il 13 luglio 2012 viene prima esclusa dal campionato 2012-2013 per problemi legati all'iscrizione (che costeranno due punti di penalizzazione), ma tre giorni dopo presenta ricorso che le consente di disputare la stagione 2012-2013, la terza consecutiva in Seconda Divisione. Viene confermato Imbimbo, che verrà poi esonerato alla decima giornata con la squadra ultima in classifica; a sostituirlo arriva l'ex allenatore dell'Avellino Salvatore Vullo e il Campobasso, grazie anche ad alcuni innesti di mercato (su tutti l'attaccante già rossoblù Rosario Majella e l'esperto centrocampista Di Vicino), risale la china e ottiene una salvezza tranquilla.
Il 4 giugno 2013 il presidente Capone vende il 51% della società a un imprenditore vicentino, originario di Oratino, Giulio Di Palma. Il nuovo maggiore azionista deve far fronte a due punti di penalizzazione e 7.000 euro di ammende per la violazione del regolamento della Co.Vi.So.C. e 700.000 euro di debiti con l'erario.
In seguito il Direttivo della Lega Pro ritiene inammissibile la domanda d'iscrizione presentata dal Campobasso la cui posizione, insieme a quella del Treviso, non è sanabile. 19 luglio del 2013 il club è stato escluso dai campionati dalla FIGC e la sua squadra è stata sciolta d'imperio dal Presidente federale il giorno 24.
Alla fallita Polisportiva Nuovo Campobasso S.r.l. viene ufficialmente revocata l'affiliazione l'11 febbraio 2016.

### Quarta rinascita: dall'U.S. Campobasso 1919 al Città di Campobasso
Nell'agosto del 2013 l'associazione dei tifosi Noi siamo il Campobasso acquista insieme ad alcuni imprenditori campobassani e con il supporto del capitano della squadra, Antonio Minadeo, il titolo della Unione Sportiva Campobasso 1919 ripartendo così dal campionato regionale di Eccellenza. La squadra ha chiuso l'anno solare vincendo tutte le partite disputate tra Eccellenza e Coppa Italia regionale. Il 2 febbraio 2014 il Campobasso batte il Fornelli per 2-0 allo stadio Acquasantianni di Trivento, aggiudicandosi la Coppa Italia Dilettanti Molise.
Nella stagione 2013-2014, il Campobasso vince consecutivamente 21 partite di campionato (un record nei campionati italiani per tale stagione) in cui trionfa con largo margine, ma la conquista della Serie D arriva come vincente della Coppa Italia Dilettanti, e il 2 aprile battendo 3-2 il Ponsacco nella finale di Firenze allo stadio Gino Bozzi conquistando la coppa con 700 tifosi al seguito, mettendo così a segno un "triplete", senza nessuna sconfitta subita. Durante la stagione 2013-2014 viene inciso, dall'artista Raffaele Spidalieri, il nuovo inno della società, intitolato Fino alla fine del mondo.
Il 26 giugno 2014 cambia denominazione in Società Sportiva Dilettantistica Città di Campobasso. La squadra ha raggiunto una striscia di 58 partite senza sconfitte, interrotta il 9 novembre con il netto successo della Maceratese sui rossoblù. Il 9 gennaio 2015 mister Farina lascia la guida tecnica della società per motivi di salute. Il giorno stesso la squadra viene affidata al mister Salvatore Vullo, alla sua seconda esperienza nel capoluogo dopo la salvezza conquistata nel 2013 in Lega Pro Seconda Divisione, e conquista i play-off. Il 1º maggio 2015 viene a mancare a Roma all'età di 83 anni Antonio Molinari, storico presidente rossoblù negli anni della Serie B. Il 9 maggio muore anche l'ex allenatore Vincenzo Cosco.
Nella stagione 2014-2015 i Lupi chiudono il campionato al 4º posto guadagnandosi la qualificazione ai play-off, ma il cammino si interrompe già al primo turno quando il Campobasso viene sconfitto in casa 0-3 dal San Nicolò. Nella stagione 2015-2016 il Campobasso giunge al terzo posto in classifica qualificandosi per i play-off, dove perdono la finale unica contro il Fano. Fra la stagione uscente e quella 2016-2017, subentra in società l'ex presidente della Salernitana Aniello Aliberti e la squadra viene affidata alla guida tecnica di Raffaele Novelli. Il 25 gennaio 2017 dopo la sconfitta casalinga contro il Pineto e con la squadra in piena lotta per non retrocedere, il tecnico Novelli rassegna le proprie dimissioni.
Dal 1º febbraio la squadra viene affidata all'allenatore Massimo Silva e grazie al suo lavoro i rossoblù riescono a raggiungere la salvezza all'ultima giornata.
Nel luglio 2017 la società venne rilevata dalla famiglia De Lucia e il nuovo presidente diventò Marco De Lucia. Ad Antonio Foglia Manzillo venne affidata la guida tecnica della squadra, che venne completamente rinnovata. Il campionato fu caratterizzato da più cambi alla guida tecnica della squadra con un'alternanza tra Foglia Manzillo, Giovanni Masecchia e, per le ultime quattro giornate, dalla bandiera Antonio Minadeo, e la squadra ottenne la salvezza alla penultima giornata. In questa stagione travagliata si mette in mostra un giovanissimo Augustus Kargbo. Il 28 giugno 2018, dopo solo 15 giorni dall'annuncio di un rinnovato impegno nella società grazie anche al supporto dell'avvocato romano Luca Tilia, la famiglia De Lucia, con uno sgrammaticato comunicato apparso sui profili social della squadra, annuncia di non voler più investire nella squadra e informa di voler lasciare le quote di maggioranza del club al sindaco della città o all'associazione di tifosi Noi siamo il Campobasso. Parte dunque una corsa disperata contro il tempo per salvare la squadra entro il 13 luglio, termine ultimo per l'iscrizione al campionato di Serie D 2018-2019. Poco prima del 13 luglio, la maggioranza delle quote passa dalla famiglia De Lucia a Giulio Perrucci, il quale iscrive la squadra con riserva al campionato di Serie D. Nel frattempo parte una lodevole iniziativa da parte del gruppo Passione Rossoblu, che invita i tifosi ad acquistare degli abbonamenti a prezzi ridotti, pur non sapendo se la loro squadra fallirà o no. Grazie a questa iniziativa, i tifosi hanno raccolto circa 20.000 euro, destinati interamente alla società. Il 25 luglio 2018 ha inizio il nuovo corso della società: la maggioranza delle quote societarie viene rilevata un Gruppo Finanziario con sede principale a Londra e fondo di private equity di diritto svizzero, la Halley Holding, già forte di esperienze ai massimi livelli dello sport internazionale. La presidenza della squadra viene affidata a Nicola Circelli, proprietario della Polisportiva Fortore di San Bartolomeo in Galdo. La nuova dirigenza, salda subito le vertenze e paga le spettanze per iscrivere definitivamente la squadra al campionato di Serie D. La guida tecnica della squadra viene affidata a Bruno Mandragora (esonerato alla 10ª giornata, al suo posto viene scelto Massimo Bagatti) e la squadra venne rinnovata, ad eccezione del capitano Ciro Danucci. In campionato il Campobasso ottenne la salvezza, classificandosi al dodicesimo posto finale.
Il 2 luglio 2019 la società passa interamente a Halley Holding, rappresentato dal punto di vista legale da Mario Gesuè, componente della società rossoblù anche nella stagione precedente. L'11 agosto viene nominato presidente Raffaele De Francesco. Nella stagione 2019-2020 la panchina viene affidata a Mirko Cudini e viene costruita una squadra per puntare alla vittoria del campionato di D, acquisendo giocatori di esperienza. L'inizio di campionato però il Campobasso conquista solo 8 punti nelle prime otto partite, ma a partire dalla nona giornata non perde più neanche una partita, vince lo scontro contro la capolista Notaresco nella seconda giornata di ritorno (19ª giornata) e recupera ben 14 punti a quest'ultima, agganciandola alla 26ª giornata, issandosi al secondo posto dietro al Matelica quando il torneo venne sospeso con quell'ultima giornata giocata, e in seguito definitivamente interrotto, a causa delle restrizioni legate alla pandemia di COVID-19.

### Il ritorno tra i professionisti e la nuova caduta
Per la stagione 2020-2021 buona parte della rosa viene confermata e integrata con l'arrivo degli esperti Vittorio Esposito e Ferdinando Sforzini. Il campionato è iniziato con una serie di risultati utili, che allungarono la serie già aperta nella stagione precedente. A fine novembre 2020 entrò in società lo statunitense Matt Rizzetta, che rilevò l'11% delle quote societarie attraverso la sua società North Sixth Group. In campionato la squadra ha mantenuto la testa della classifica del girone F della Serie D per quasi tutto il torneo, vincendo entrambi gli scontri diretti con la diretta concorrente per il primato, il Notaresco, ottenendo la matematica certezza della prima posizione in classifica il 13 giugno 2021 dopo una vittoria sul Rieti. Per il Campobasso si tratta del ritorno tra i professionisti dopo 8 anni e il ritorno nella terza serie nazionale dopo 32 anni. Dopo la vittoria del campionato, avviene lo scontro tra Rizzetta e Gesué per il pacchetto di maggioranza, con tanto di duro comunicato del primo. In seguito a questi eventi, Rizzetta ha comprato delle quote nell'Ascoli mantenendo comunque quelle nel sodalizio rossoblù.
Per la stagione 2021-2022 vengono trattenuti gran parte dei calciatori protagonisti della vittoria del campionato di Serie D. Viene inoltre ufficializzato l'ingresso in società di Julien Giuge a capo di un gruppo di soci francesi. Nella prima partita ufficiale, in Coppa Italia Serie C, il Campobasso esce di scena già al primo turno eliminatorio per mano del Grosseto, mentre il campionato si apre con un pareggio per 1-1 in casa dell'Avellino. Chiude il girone d'andata con 21 punti in quattordicesima posizione. Nel girone di ritorno migliora il suo rendimento e conquista una storica vittoria al San Nicola contro il Bari (vincitrice del girone) per 3-2 con più di 600 tifosi al seguito. Poco prima della terz'ultima giornata, complice l'esclusione del 
Catania dal girone a causa della fine anticipata dell'esercizio provvisorio, i Lupi ottengono così la matematica certezza della permanenza in categoria, suggellato il giorno dopo dalla vittoria per 4-1 sulla Vibonese. Conclude la stagione al tredicesimo posto con 44 punti. Al termine della stagione, la società, in comune accordo con l'allenatore Cudini, comunica che non avrebbe rinnovato il contratto all'allenatore.
Per la stagione 2022-2023 viene annunciato come nuovo allenatore Fabio Prosperi, proveniente da due salvezze consecutive ottenute in Serie D con il Vastogirardi. La campagna abbonamenti viene aperta in netto anticipo, il termine ultimo per la prelazione per i vecchi abbonati è il 12 giugno. Quando però la società si deve iscrivere in Serie C, il 1º luglio la richiesta non viene accettata dalla Covisoc per mancati adempimenti con il fisco; inoltre vengono respinti i ricorsi presentati dal Consiglio Federale della Figc, dal Collegio di Garanzia e dal Tar del Lazio (3 agosto), il quale revoca il titolo sportivo ai rossoblù, decretando il fallimento della stessa società sportiva molisana. A sorpresa, il Campobasso ottiene la sospensiva da parte del Consiglio di Stato, con l'udienza fissata per il 25 agosto. La stessa Lega Pro si costituisce come parte lesa per il rinvio dei calendari e difendere la propria posizione. Alla fine, il 26 agosto, viene ufficializzata l'esclusione del Campobasso dalla serie C. Neanche la richiesta di ammissione per la serie D in sovrannumero viene accolta, venendo bocciati il 7 settembre dal Tar del Lazio, quando la Serie D e la Coppa Italia Serie D erano già partiti.

### Quinta rinascita: dall'U.S. Campobasso 1919 A.S.D. al Campobasso Football Club
Il socio di minoranza della precedente società, l'italo-americano Matt Rizzetta, presidente della North Sixth Group, il 12 settembre, a meno di una settimana dall'inizio del campionato di Eccellenza, rileva da Angelo Rispoli, il presidente dell'US Campobasso 1919, la seconda squadra della città. L'investimento trasforma il Campobasso 1919 nel club principale della città ed il club riparte così dalla quinta serie del calcio italiano.
Viene ingaggiato Pino De Filippis come DS e Giuseppe Di Meo come allenatore e 12 nuovi giocatori, molti dei quali con precedenti esperienze in Serie C e Serie D. Nel novembre 2022, i coniugi Kelly Ripa e Mark Consuelos diventano proprietari di minoranza del club attraverso un investimento in North Sixth Group, aggiungendosi al precedente ingresso in società dell'italo-canadese Angelo Pastò (originario di Ururi).
Il Campobasso chiude il girone d'andata vincendo quattordici gare su quindici, e vince la finale di Coppa Italia Dilettanti Molise il 5 febbraio 2023 allo stadio Marchese del Prete di Venafro per 1-0 contro l'Aurora Alto Casertano. 
Nel girone di ritorno continua a mantenere la testa della classifica e il 7 maggio, in trasferta sul campo neutro di Bojano, il Campobasso batte la Turris per 4-0, conquistando la promozione in Serie D con 84 punti (28 vittorie su 30 giornate), distanziando l'Isernia di 2 punti. Inoltre, vince il campionato facendo registrare il miglior attacco (137 gol) e la seconda miglior difesa (10 gol subiti) di tutta l'Eccellenza 2022-2023. In Coppa Italia Dilettanti è arrivato fino in semifinale, dove ha perso contro il San Marzano.
Il 16 maggio 2023 la società cambia denominazione in Campobasso Football Club e presenta un nuovo logo, più moderno ed internazionale.

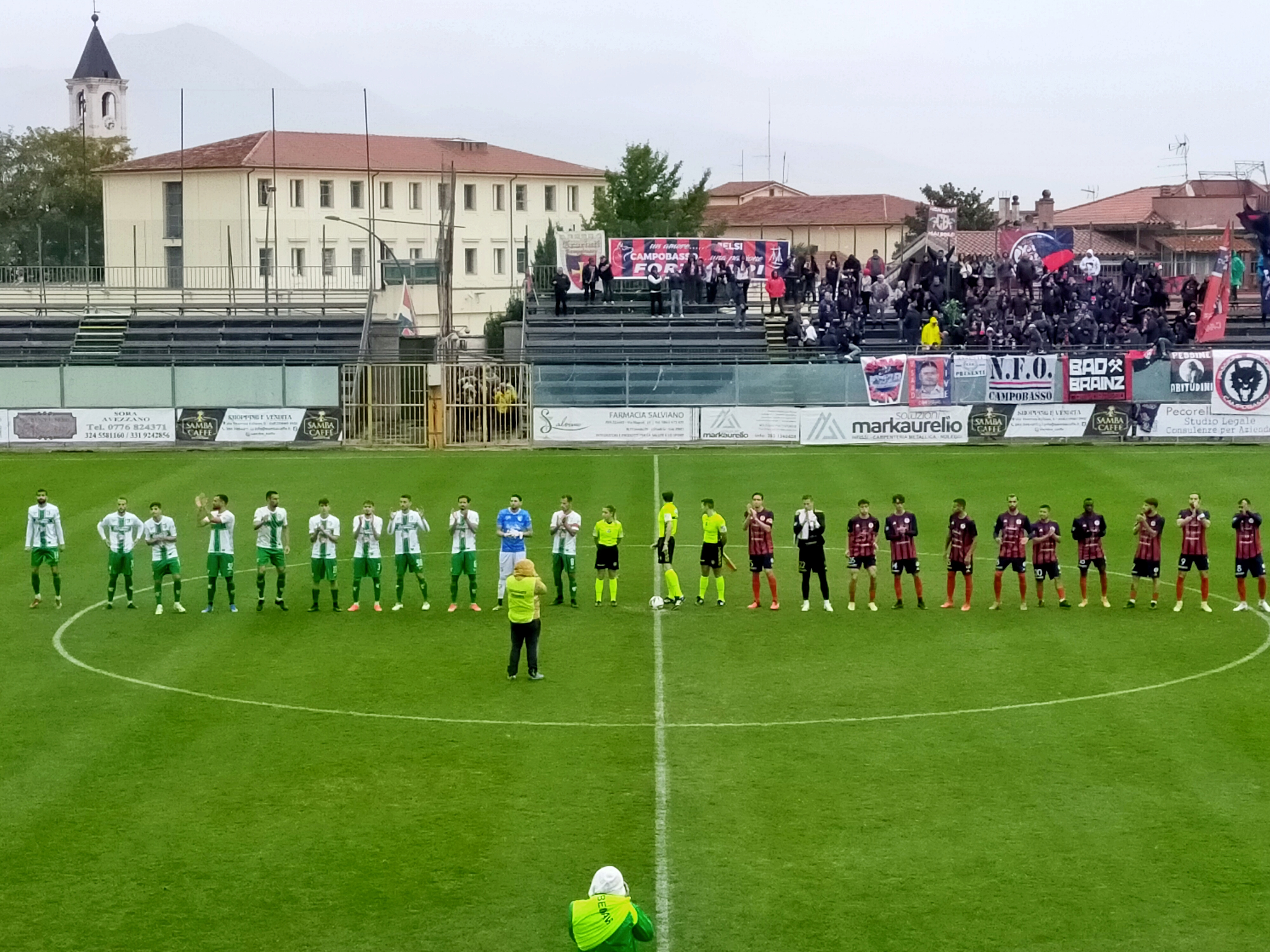
Avezzano-Campobasso 2-1, disputata il 1º novembre 2023 (Serie D 2023-2024).

In vista del ritorno in Serie D, la proprietà allestisce una rosa importante, per cercare di conquistare subito la Serie C. La stagione 2023-2024 si apre con la vittoria per 2-1 sul Termoli nel preliminare di Coppa Italia Serie D il 27 Agosto 2023, primo impegno ufficiale dei rossoblù. Una settimana più tardi, i lupi si impongono anche nel primo turno contro il Vastogirardi, in trasferta, con un secco 3-0. La prima di campionato viene invece giocata il 10 settembre 2023: nell'occasione, in un Nuovo Romagnoli (rinominato "Avicor Stadium Selvapiana" per motivi di sponsorizzazione) con oltre 2.000 tifosi, il Campobasso si impone sui laziali del Monterotondo per 3-1. Nelle prime cinque partite però ottiene solo 7 punti e per questo la società l'11 ottobre decide di sollevare dagli incarichi il mister Andrea Mosconi e il DS Pino de Filippis. Come nuovo allenatore dei lupi viene scelto Rosario Pergolizzi e come DS Sergio Filipponi. Con la nuova guida tecnica e con una squadra che a dicembre viene in parte cambiata, il Campobasso recupera lo svantaggio perso, batte alla 14ª giornata la capolista (e fino a quel momento imbattuta) Sambenedettese e concludendo il girone d'andata al primo posto in un campionato molto equilibrato, con anche L’Aquila, Chieti e Avezzano a contendere il primato. In Coppa Italia prosegue il suo cammino fino agli ottavi dove esce per mano dell'Imolese. La squadra molisana conquista infine il primo posto nel girone F, ottenendo così la seconda promozione diretta consecutiva e tornando fra i professionisti dopo due anni.

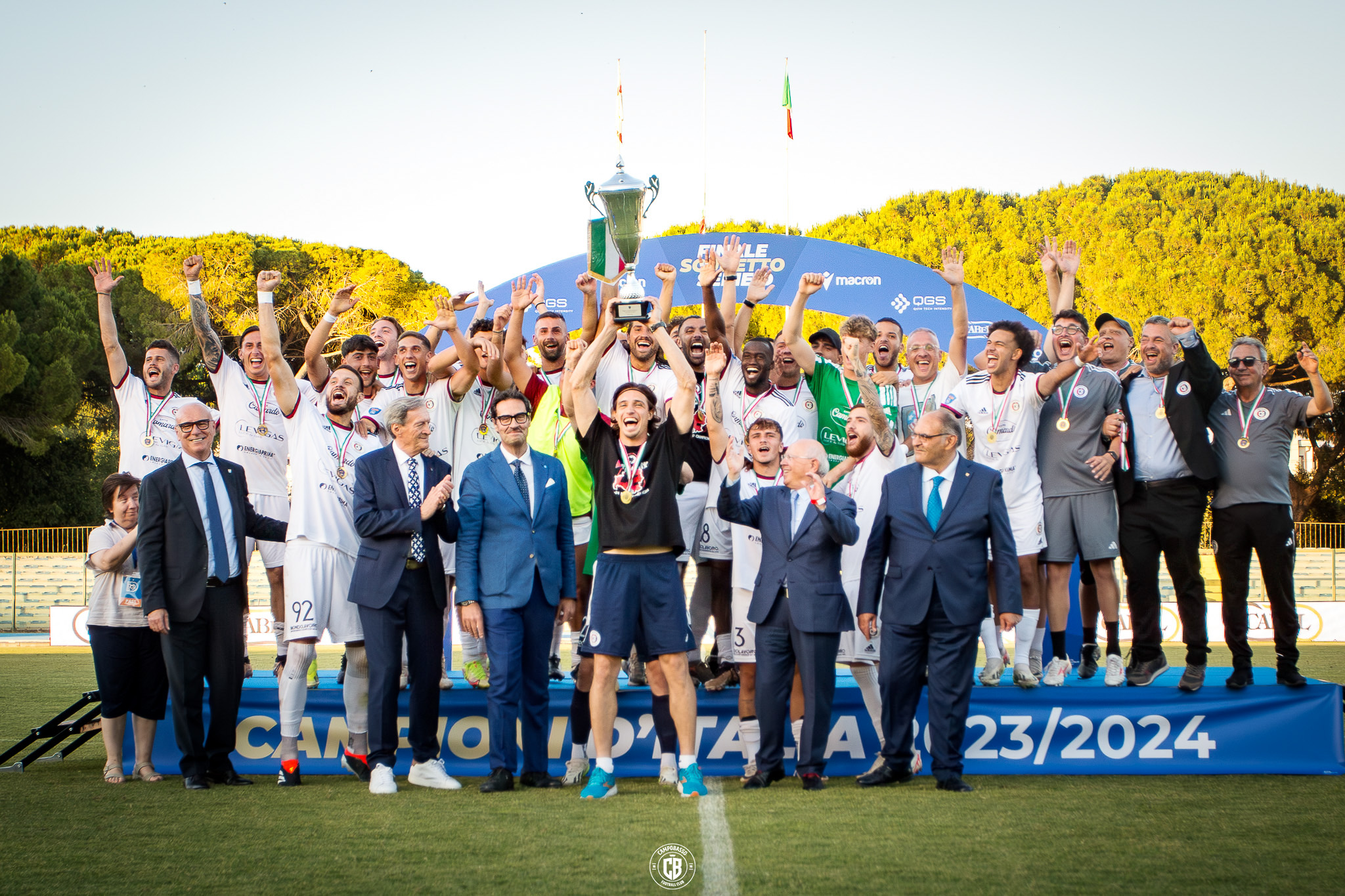
Il capitano Leonardo Nonni solleva la coppa vinta nella finale Scudetto.

Il 17 maggio 2024, nonostante la vittoria del campionato e la poule scudetto in corso, le strade del mister Pergolizzi e della società si separano, la squadra viene affidata temporaneamente al secondo allenatore Giovanni Piccirilli che conduce i lupi molisani alla vittoria del tricolore nella poule scudetto Serie D. Il Campobasso batte in finale, giocata per l’occasione a Grosseto, il Trapani con un travolgente 5-1, assicurandosi così la possibilità di sfoggiare la coccarda tricolore nella stagione successiva.
Il ritorno in terza serie vede il Campobasso allestire la rosa sotto le direttive di Piero Braglia e del ds Filipponi con l'obiettivo dichiarato dei playoff. Dopo un inizio stentato, con l'uscita dalla Coppa Italia Serie C contro il Giugliano il 10 agosto e della sconfitta alla prima giornata in casa dell'Arezzo il 25 agosto, riesce a risalire la classifica e a insediarsi nei playoff. Dalla fine del girone d'andata ha un crollo a livello di risultati che lo risucchiano verso il basso; Braglia viene esonerato e al suo posto arriva Fabio Prosperi che, con risultati molto altalenanti, porta il Campobasso alla salvezza.

## Colori e simboli

### Colori
I colori ufficiali del Campobasso sono il rosso e il blu, che sono anche quelli cittadini richiamati nel gonfalone, che li riprende a sua volta da quelli che erano i colori delle due confraternite che nel Quattrocento dominarono la città capoluogo, Crociati e Trinitari. Per quanto concerne le divise da gioco, da tempo la classica uniforme campobassana è composta da un completo con maglietta a righe rosse e blu, pantaloncini blu e calzettoni rossi.

### Simboli ufficiali
Il simbolo del club è il lupo, da cui il soprannome di "lupi" assegnato ai giocatori della squadra.

#### Stemma
Lo stemma del Campobasso è variato molto nel corso degli anni, da stemmi che raffiguravano lo stemma comunale, a quelli che mettevano in risalto il lupo. 
Lo stemma usato a partire dal dopoguerra era uno stemma simile a uno scudo francese antico con la parte inferiore che termina con una punta, palato di rossoblù, con sulla parte superiore la sigla della denominazione societaria e le sei torri merlate, simbolo della città. Nel 1971 lo stemma diventa uno scudo francese moderno, palato, con le sei torri merlate rappresentate. Nello stemma utilizzato nel 1977, al posto delle torri, viene raffigurato un lupo dorato di lato mentre lo sfondo viene diviso a metà tra rosso e blu e sopra il nome dorato della squadra. Dal 1983 lo stemma diventa uno scudo gotico, palato, con all'interno il gonfalone della città. Questo stemma dura due anni e viene sostituito con uno creato dall'artista campobassano Franco Cerino: un cerchio con all'interno un lupo nero con la bocca spalancata, mentre nella parte bassa è presente il nome.
Con la rifondazione del 1990, con il Football Club Campobasso, lo stemma è di forma rettangolare con due bande trasversali con i colori societari e al centro il Castello Monforte, un pallone e la sigla FC che viene estesa sopra con il nome di Football Campobasso. Con la successiva rifondazione del 1996, viene usato per la prima parte della stagione uno scudo spagnolo, con sfondo bianco con bande oblique rossoblù, un lupo e un pallone, mentre nella parte alta viene riportato il nome societario; a partire dalla parte finale della stagione, lo stemma conserva la forma con una punta aggiuntiva nella parte superiore, un bordo dorato, uno sfondo rossoblù e un lupo che controlla un pallone, mentre in basso è presente la data di fondazione del nuovo sodalizio.
Dopo l'ennesimo fallimento, nel 2003 lo stemma diventa uno scudo ovale, con la testa di un lupo di rossoblù a colori alterni a quelli sullo sfondo, mentre in alto è presente la denominazione societaria e in basso la data di fondazione del nuovo sodalizio. Negli anni successivi, sulle maglie vi è solo la testa di un lupo colorato di bianco e la scritta societaria. Con la gestione Capone, dalla stagione 2007-2008 lo stemma resta un lupo, colorato di blu e con sfumature rosse, venendo inserito in uno stemma a forma di cerchio. Nel 2012 cambia ancora e diventa uno scudo a tre punti, mantenendo all'interno il lupo, stavolta di profilo, come sfondo due bande rossoblù, con nella parte superiore la denominazione societaria e in basso l'anno in cui è stata fondata.
Nella rifondazione del 2013 lo stemma rimane quello che veniva usato dell'US Campobasso, con un triangolo con la punta rivolta verso il basso con un lupo rappresentato sopra, mentre nella parte bassa è presente la denominazione societaria. Nel 2014 lo stemma cambia e diventa uno scudo svizzero palato rossoblù nel quale si trova lo stemma comunale con le sei torre merlate e la corona, in una forma molto simile a quella degli anni ottanta. Nella parte superiore è presente la denominazione societaria, mentre in quella inferiore l'anno di fondazione. Dal 2019 al 2022 lo stemma è uno scudo francese antico e conserva la struttura interna dello stemma precedente.
Con la successiva rifondazione, vengono usate nello stemma le due lettere C e B messe in risalto con il contorno in rossoblù. All'interno l'anno di fondazione e nella parte inferiore la scritta "Campobasso". Dal 2023 lo stemma contiene ancora al suo interno la sigla CB, con in alto la corona (simbolo comunale) con la nuova denominazione societaria inserita alle estremità. L'anno di fondazione del club invece è stato diviso e separato ai lati.

Stemma dell'US Campobasso 1919 usato nella stagione 2013-2014
Stemma del Città di Campobasso usato dal 2014 al 2019
Stemma del Città di Campobasso usato dal 2019 al 2022
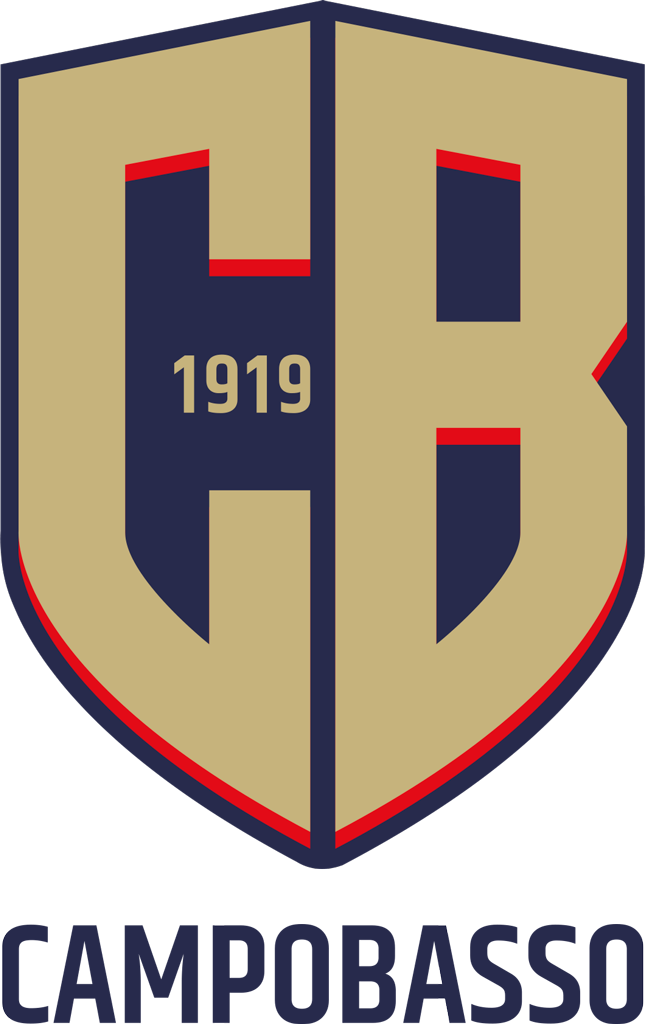
Stemma dell'US Campobasso 1919 usato nella stagione 2022-2023
Stemma del Campobasso Football Club usato dalla stagione 2023-2024

#### Inno
L'inno ufficiale del Campobasso è Forza lupi rossoblù della coppia di impresari dello spettacolo Gino&Gina, composto durante la militanza dei molisani in Serie B. Nel 2013 viene composta Fino alla fine del mondo da Raffaele Spidalieri canzone proposta come nuovo inno ma non amata dai tifosi.

## Strutture

### Stadio
Il primo campo da gioco del Campobasso era un campo improvvisato situato tra Viale Elena, Via Petrella e Via Scatolone, adiacente alla caserma militare G. Pepe.
In seguito si spostò in via Albino, in pieno centro, nel campo che prese il nome di Giovanni Romagnoli (aviatore molisano morto in Libia nella guerra di riconquista della Libia), stadio che, fino al 1979, aveva il terreno di gioco in carbonella e con i settori dello stadio che venivano man mano costruiti quando il Campobasso scalò le serie calcistiche aggiungendo ai già presenti settori Curva Sud e tribuna, i distinti e, in seguito, la Curva Nord (poi sede degli ultras, fino a quel momento posizionati nei distinti), che arrivò solo con l'approdo in Serie B.
Nel 1976, a causa di lavori allo stadio, si sposta allo stadio Gino Cannarsa dove disputa una partita del campionato di serie C 1975-1976 contro il Bari (0-0) per poi rientrare al Romagnoli, ma per la stagione successiva gioca tre partite a causa dei crolli in Curva Sud dovuti al lavoro del sottopassaggio ferroviario, dove disputa tre partite, due di Coppa Italia Semiprofessionisti (Campobasso Avezzano 1-0, Campobasso Caserta 1-0) e una di campionato di serie C (Campobasso Cosenza 2-0). Tra il 1979 e il 1981 gioca la fase a gironi della Coppa Italia Semiprofessionisti (dal 1981 Coppa Italia Serie C) sul campo "Adriano Colalillo" di Bojano e nel 1979 anche la prima di campionato di Serie C1 perché il manto erboso del Romagnoli (era infatti diventato obbligatorio avere il campo in erba) non era ancora pronto. Sul campo di Bojano i lupi disputarono in tutto sette incontri.

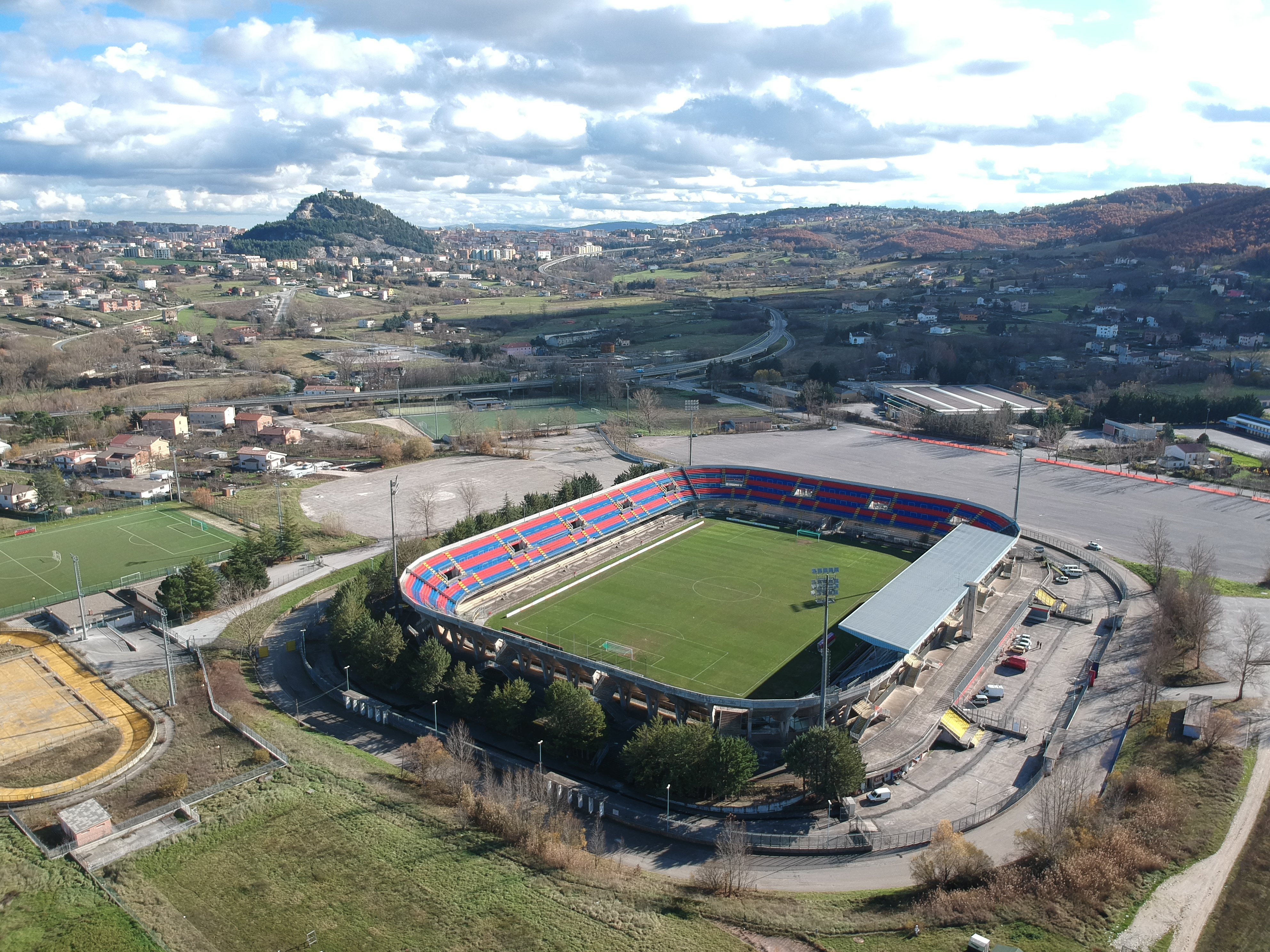
Vista aerea dello Stadio Antonio Molinari

Nel 1985 il Campobasso si trasferisce allo stadio Nuovo Romagnoli, trasferendo il nome del vecchio stadio al nuovo, ma è anche noto come Selvapiana, dal nome della contrada alle porte della città che lo ospita, anche se per parecchi anni non ha avuto un nome ufficiale. Costruito dell'imprenditore edile Costantino Rozzi, è stato inaugurato nel febbraio del 1985 nella gara di andata di Coppa Italia tra il Campobasso e la Juventus di Michel Platini e Giovanni Trapattoni, conclusasi con la vittoria per 1-0 in favore dei padroni di casa, con un'autorete di Stefano Pioli che deviò un tiro di Guido Ugolotti. È stata anche l'unica di quella stagione dovuto ai lavori da compiere al nuovo impianto, essendo stato aperto solo per l'occasione, con i molisani che finirono il campionato al Vecchio Romagnoli prima di trasferirsi definitivamente a partire dalla stagione successiva. L'anno dopo, causa lavori al Nuovo Romagnoli, si ristabilisce al vecchio impianto dove gioca la fase a gironi della Coppa Italia 1986-1987 con l'ultima partita ufficiale Campobasso-Bari (0-0) disputata il 7 settembre 1986.
Nella stagione 2013-2014 la società rossoblù abbandona temporaneamente lo stadio Nuovo Romagnoli per trasferirsi al Campo ACLI (ex antistadio), sito di fronte a esso. L'impianto dispone di un terreno sintetico e di una tribuna principale addossata al terreno di gioco. A gennaio 2014 i lupi tornano a giocare al Romagnoli.
Nella stagione 2022-2023 la nuova società rossoblù deve abbandonare temporaneamente il Nuovo Romagnoli perché l'affidamento dello stadio alla vecchia società scade alla fine del mese di settembre e si deve rimettere a norma il terreno di gioco. Per questo la squadra si sposta allo stadio "Giuseppe Poce" di Riccia per assicurarsi la presenza dei propri sostenitori e per motivi di ordine pubblico. Lo stadio presenta una tribuna centrale e un terreno in erba sintetica. A metà ottobre 2022 il Campobasso ritorna a giocare al Nuovo Romagnoli.
Il 24 maggio 2023 la società ufficializza l’ingresso dell'azienda canadese nell’edilizia commerciale Avicor, come title sponsor dell’impianto. Lo stadio prende così il nome di Avicor Stadium Selvapiana.
Il 16 aprile 2024, la giunta comunale di Campobasso ha approvato una delibera di giunta che intitola lo stadio al presidente Antonio Molinari, artefice della promozione in Serie B dei rossoblù e della Curva Nord alla memoria di Michele Scorrano.

### Centro di allenamento
Il Campobasso svolge le proprie sedute di allenamento al Campo sportivo comunale di Vinchiaturo.

## Società
La sede della società è situata all'interno dello Stadio Antonio Molinari.

### Organigramma societario
Organigramma societario preso dal sito ufficiale della società

### Sponsor
| Cronologia degli sponsor tecnici - 1976-1977 Maglificio Lama - 1978-1985 Ennerre/Cinghiale - 1985-1988 Giosport - 1988-1989 Pezzino Sport/Giosport - 1989-1990 Tan - 1990-1991 ? - 1991-1992 Ennerre - 1992-1993 Ennerre/Pezzino Sport - 1993-1994 Pezzino Sport - 1994-1996 ? - 1996-1997 Leam - 1997-1998 Legea - 1998-1999 Erreà - 1999-2001 Royal - 2001-2002 Davis - 2002-2003 Inattivo - 2003-2004 Legea - 2004-2005 Sport Point - 2005-2009 Mass - 2009-2012 Zeus - 2012-2013 Givova - 2013-2014 Legea/Zeus/Joma (finale di Coppa Italia) - Lotto (tute) - 2014-2015 Givova (inizio campionato)/Lotto - 2015-2016 Umbro - 2016-2019 Legea - 2019-2020 Kappa - 2020-2023 Erreà - 2023-2024 Adidas - 2024- Diaza | Cronologia degli sponsor ufficiali - 1981-1983 Ennerre - 1983-1984 Occhionero - 1984-1986 La Molisana - 1986-1988 Nessuno sponsor - 1988-1990 Borgo Molisano - 1990-1991 Adamo Arredamenti - 1991-1992 Imell - 1992-1995 Pasta Colavita - 1995-1996 ICA porte - 1996-1997 United Colors of Benetton - 1997-1998 Gelindo Gelati - 1998-2002 Molinaro - 2002-2003 Inattivo - 2003-2004 Vitale Motor - 2004-2005 Arlem Arredamenti - 2005-2006 Gasbon - 2006-2007 Gasbon, Castellina - 2007-2008 Nessuno sponsor - 2008-2009 DR Motorcity - 2009-2010 Città di Campobasso - 2010-2011 Premier Power - 2011-2012 QuickReporter - 2012-2013 Metal Legno Italia srl - 2013-2014 La Molisana, Phlogas - 2014-2016 Phlogas - 2016-2017 Albanese Perforazioni - 2017-2018 La Molisana - 2018-2019 Master Car, La Molisana Trasporti - 2019-2020 Levigas, La Molisana Trasporti, Autopia - 2020-2021 Levigas, La Molisana Trasporti, Unigross, Autopia - 2021-2022 Levigas, La Molisana Trasporti, Unigross, Autopia, Original Vintage Sunglasses, Tecnorex - 2022-2023 North Sixth Group, Miloio, Stanford Properties Group, La Molisana - 2023-2024 Caffè Camardo, Levigas, Energiaprima, Autopia, Mondolavoro - 2024-2025 Caffè Camardo, Levigas, Metal Impianti, Autopia, Pasta Colavita, La Molisana, Di Gregorio Ascensori, Axum |

## Diffusione nella cultura di massa
Il Campobasso è citato nel film Il tifoso, l'arbitro e il calciatore, diretto da Pier Francesco Pingitore nel 1983, in particolare nel primo episodio L'arbitro, quando il protagonista Alvaro Vitali si trova a dirigere la sfida tra la Lazio e i rossoblù allo stadio Olimpico di Roma.
La Gialappa's Band cita il Campobasso durante la presidenza di Giovanni di Stefano (1995-1996) per le sue strampalate dichiarazioni pubbliche.
Con l'arrivo nella società del Campobasso di Matt Rizzetta, nel 2020, viene programmata una serie, Underdogs, sulla storia del Campobasso calcio e sul dietro le quinte con sei puntate in tutto sui canali social di IFTV. Il progetto viene bloccato dopo la seconda puntata a causa della rottura tra Rizzetta e il presidente Gesué.
Mark Consuelos, recatosi in Molise in occasione dell'ultimo match della stagione 2022-23, ha raccontato quei momenti un servizio per il programma mattutino della TV statunitense Live with Kelly and Mark condotto dalla moglie.
Nel luglio del 2025 viene messa in onda una serie televisiva di quattro puntate sul Campobasso, prodotta da ESPN, mandata in onda negli Stati Uniti con il titolo Running with the wolves , che racconta la rinascita del Campobasso.

## Allenatori e presidenti
- 1919-1929  Mercurio Magno
- 1929-1931  Domenico Mastropietro
- 1931-1932  De Capoa
- 1932-1933  Emilio Zingaro
- 1933-1935  Colitti V
- 1935-1936 Inattivo
- 1936-1937 ..
- 1937-1938 Inattivo
- 1938-1939  Cristoforo Bernardis
- 1939-1948 Inattivo
- 1948-1956  Salvatore Saggese
- 1956-1959  Alessandro De Gaglia
- 1959-1960  Angelo Palladino
- 1960-1966  Ulderico Adolfo Colagiovanni
- 1966-1967  Giacinto Tanassi
- 1967-1970  Carlo Vitale
- 1970-1972  Luigi Carnevale
- 1972-1978  Franco Nucciarone
- 1978-1981  Luigi Falcione
- 1981-1990  Antonio Molinari
- 1990  Franco de Santis
- 1990  Giuseppe Mastropaolo
- 1990-1996  Carlo Scasserra
- 1996  Giovanni Di Stefano
- 1996-2002  Adelmo Berardo
- 2002  Mario Pietracupa
- 2002-2003 Inattivo
- 2003-2006  Paolo Rizzi
- 2006-2007  Luigi Iacampo
- 2007-2013  Ferruccio Capone
- 2013-2017  Giulio Perrucci
- 2017  Alberico Turi
- 2017-2018  Marco De Lucia
 Giulio Perrucci
- 2018-2019  Nicola Circelli
- 2019-2020  Raffaele Mario De Francesco
- 2020-2022  Mario Gesuè
- 2022-oggi  Matt Rizzetta

## Calciatori

### Capitani
- 1949-1952  Gennaro Rizzo
- 1952-1953 ?
- 1953-1954  Giuseppe Vescovo
- 1954-1955  Walfredo Favilla
- 1955-1959  Nicola Bellomo
- 1960-1963  Mario Ruzzi
- 1963-1964  Antonio Tenaglia
- 1964-1965  Gino Scasserra
- 1965-1966 ?
- 1966-1968  Gino Scasserra
- 1968-1969  Enrico Scalbrin
- 1969-1970  Giordano Martinelli
- 1970-1972 ?
- 1972-1977  Bruno Pinna
- 1977-1984  Michele Scorrano
- 1984-1988  Marco Maestripieri
- 1988-1990 ?
- 1990-1992  Nello Cianci
- 1992-1996  Giuseppe Adamo
- 1996-1997  Michele Tomasino
- 1997-1999  Pietro Maiellaro
- 1999-2000  Ugo Armanetti
- 2000-2001  Marco Lo Pinto
- 2001-2002  Onofrio Barone
- 2002-2003 Inattivo
- 2003-2004
- 2004-2005  Carmine Carraturo
- 2005-2006  Antonello Corradino
- 2006-2008 ?
- 2008-2009  Rosario Majella
- 2009-2010 ?
- 2010-2011  Antonio Minadeo
- 2011-2012 ?
- 2012-2015  Antonio Minadeo
- 2015-2017 ?
- 2017-2019  Ciro Danucci
- 2019-2020  Riccardo Musetti
- 2020-2022  Francesco Bontà
- 2022-2023  Albino Fazio
- 2023  Vincenzo Corvino
- 2023-2024  Leonardo Nonni
- 2024-2025  Antonio Di Nardo

### Contributo alle nazionali
L'unico calciatore che ha vestito la maglia azzurra della nazionale durante il suo periodo di militanza nel Campobasso è stato Domenico Progna con l'Under-21 italiana esordendo il 31 ottobre 1984 in un'amichevole contro la Svizzera Under-23.
Per le altre nazionalità, Marvin Torvic, già nella rosa della Guyana francese, ha giocato una partita in nazionale durante il suo periodo di militanza nel Campobasso valevole per le Qualificazioni alla Coppa dei Caraibi 2017.

## Palmarès

### Competizioni nazionali
- Scudetto Serie D: 1

2023-2024
- Coppa Italia Dilettanti: 1

2013-2014

### Competizioni interregionali
- Serie D: 4

1974-1975 (girone H), 1999-2000 (girone H), 2020-2021 (girone F), 2023-2024 (girone F)
- Coppa Italia Dilettanti Nazionali C.N.D.: 1

1997-1998

### Competizioni regionali
- Eccellenza: 5

1992-1993, 1996-1997, 2004-2005, 2013-2014, 2022-2023
- Promozione: 1

1991-1992
- Prima Categoria: 1

1990-1991
- Seconda Divisione: 1

1933-1934
- Coppa Italia Dilettanti Molise: 4

1996-1997, 2004-2005, 2013-2014, 2022-2023

### Competizioni giovanili
- Campionato Juniores Nazionali: 1

1991-1992

### Altri piazzamenti
- Serie C1:

Secondo posto: 1981-1982 (girone B)
Terzo posto: 1980-1981 (girone B)
- Serie C2:

Secondo posto: 2000-2001 (girone C)
- Serie D:

Secondo posto: 1973-1974 (girone G), 2019-2020 (girone F)
Terzo posto: 2007-2008 (girone F), 2015-2016 (girone F)
- Campionato Nazionale Dilettanti:

Secondo posto: 1997-1998 (girone G), 1998-1999 (girone G)
- Eccellenza:

Secondo posto: 2003-2004
- Promozione:

Secondo posto: 1949-1950 (girone N)
Secondo posto: 1971-1972(girone A)
- Campionato italiano di terza divisione:

Terzo posto: 1931-1932
- Coppa Italia Serie C:

Finalista: 1981-1982
Semifinalista: 1974-1975
- Coppa Italia Dilettanti:

Finalista: 1997-1998
Semifinalista: 2004-2005, 2022-2023
- Coppa Italia Dilettanti Campania:

Semifinalista: 1991-1992

## Statistiche e record

### Partecipazioni ai campionati
Campionati nazionali
| Livello | Categoria                       | Partecipazioni | Debutto   | Ultima stagione | Totale |
| ------- | ------------------------------- | -------------- | --------- | --------------- | ------ |
| 2º      | Serie B                         | 5              | 1982-1983 | 1986-1987       | 5      |
| 3º      | Prima Divisione                 | 1              | 1934-1935 | 1934-1935       | 13     |
| 3º      | Serie C                         | 6              | 1975-1976 | 2025-2026       | 13     |
| 3º      | Serie C1                        | 6              | 1978-1979 | 1988-1989       | 13     |
| 4º      | Promozione                      | 4              | 1948-1949 | 1951-1952       | 39     |
| 4º      | IV Serie                        | 5              | 1952-1953 | 1956-1957       | 39     |
| 4º      | Campionato interregionale       | 2              | 1957-1958 | 1958-1959       | 39     |
| 4º      | Serie D                         | 21             | 1959-1960 | 2023-2024       | 39     |
| 4º      | Serie C2                        | 3              | 1989-1990 | 2001-2002       | 39     |
| 4º      | Lega Pro Seconda Divisione      | 3              | 2010-2011 | 2012-2013       | 39     |
| 5º      | Campionato Nazionale Dilettanti | 5              | 1993-1994 | 1998-1999       | 11     |
| 5º      | Serie D                         | 6              | 1999-2000 | 2009-2010       | 11     |

Prospetto delle 68 stagioni sportive disputate a livello nazionale a partire dal debutto in Prima Divisione nel 1934. Le 20 annate nei campionati di Serie B e Serie C o equivalenti sono considerate professionistiche ai termini delle NOIF della FIGC, e concorrono a determinare la tradizione sportiva cittadina utile per un'eventuale rinascita dopo un fallimento.
Campionati regionali
| Livello | Categoria         | Partecipazioni | Debutto   | Ultima stagione | Totale |
| ------- | ----------------- | -------------- | --------- | --------------- | ------ |
| I       | Terza Divisione   | 1              | 1929-1930 | 1929-1930       | 12     |
| I       | Seconda Divisione | 3              | 1930-1931 | 1933-1934       | 12     |
| I       | Promozione        | 2              | 1970-1971 | 1971-1972       | 12     |
| I       | Eccellenza        | 6              | 1992-1993 | 2022-2023       | 12     |
| II      | Seconda Divisione | 2              | 1936-1937 | 1938-1939       | 4      |
| II      | Promozione        | 1              | 1991-1992 | 1991-1992       | 4      |
| II      | Prima Categoria   | 1              | 1990-1991 | 1990-1991       | 4      |

### Partecipazione alle coppe
Coppe nazionali
| Competizione                              | Partecipazioni | Debutto   | Ultima stagione | Totale |
| ----------------------------------------- | -------------- | --------- | --------------- | ------ |
| Coppa Italia                              | 7              | 1982-1983 | 1988-1989       | 7      |
| Coppa Italia Serie C                      | 9              | 1981-1982 | 2025-2026       | 20     |
| Coppa Italia Lega Pro                     | 4              | 2008-2009 | 2012-2013       | 20     |
| Coppa Italia Semiprofessionisti           | 7              | 1974-1975 | 1980-1981       | 20     |
| Coppa Italia Serie D                      | 13             | 1999-2000 | 2023-2024       | 18     |
| Coppa Italia Dilettanti (Fase C.N.D.)     | 5              | 1993-1994 | 1998-1999       | 18     |
| Poule Scudetto                            | 3              | 1995-1996 | 2023-2024       | 3      |
| Coppa Italia Dilettanti                   | 5              | 1970-1971 | 2022-2023       | 6      |
| Coppa Italia Dilettanti (Fase Eccellenza) | 1              | 1996-1997 | 1996-1997       | 6      |

Coppe internazionali
| Competizione         | Partecipazioni | Debutto | Ultima stagione | Totale |
| -------------------- | -------------- | ------- | --------------- | ------ |
| Coppa Anglo-Italiana | 1              | 1980    | 1980            | 1      |

### Statistiche di squadra

#### Vittorie con più scarto
- Serie B: 1986-1987 Campobasso-Catania 4-0
- Terza serie: 1987-1988 Campobasso-Puteolana 5-0
- Quarta serie: 1933-1934 Campobasso-Salernitana B 15-0
- Eccellenza: 2022-2023 Campobasso-Campodipietra 19-0

#### Sconfitte con più scarto
- Serie B: 1985-1986 Ascoli-Campobasso 4-0
- Terza livello: 1934-1935 Audace Cerignola-Campobasso 11-1
- Quarto livello: 1930-1931 Napoli B-Campobasso 8-1
- Eccellenza: 2022-2023 Aurora Alto Casertano-Campobasso 3-0

#### Strisce di risultati
- Numero di partite senza sconfitte (campionato e coppa): 58, da Spinete-Campobasso 0-6 in Coppa Italia Dilettanti Molise del 25 agosto 2013 a Campobasso-Castelfidardo 3-1, 9ª giornata di Serie D 2014-2015 del 2 novembre 2014.

### Statistiche individuali
Il calciatore che ha all'attivo più presenze in campionato con la maglia del Campobasso è Michele Scorrano, con 500 presenze totali di cui 429 in campionato, storico capitano dei molisani a cui è intitolata anche la curva nord dell'impianto casalingo, sede della frangia più calda di aficionados rossoblù. Il calciatore con all'attivo più reti segnate in campionato è invece Rosario Majella con 59 gol realizzati seguito da Santo Quicquaro, a quota 45.
Di seguito i primatisti per presenze e numero di reti contando tutte le partite, sia in campionato (compresi play-off, play-out e Poule Scudetto) sia in tutte le coppe.
Dati aggiornati al 27 aprile 2025.
| Record di presenze - 500 Michele Scorrano (1969-1984) - 383 Marco Maestripieri (1978-1988) - 266 Mario Ruzzi (1949-1955; 1957-1963) - 238 Antonio Minadeo (1997-1998; 2000-2002; 2009-2011; 2012-2015) - 234 Mario Goretti (1982-1988) - 234 Giuseppe Todino (2007-2012; 2014-2016) - 215 Giovanni Palladino (1989-1998) - 214 Carmelo Parpiglia (1979-1984; 1985-1987; 1998-1999) - 209 Giuseppe Adamo (1990-1997) - 204 Albino Fazio (2007-2012; 2013-2015; 2017; 2022-2023) | Record di reti - 65 Rosario Majella (2007-2009; 2013) - 47 Santo Quicquaro (1990-1993) - 41 Riccardo Lazzarini (2013-2015) - 40 Vincenzo Capuozzo (2003-2005) - 38 Luigi Marchetti (1979-1981; 1982-1983; 1990-1995) - 38 Antonio Minadeo (1997-1998; 2000-2002; 2009-2011; 2012-2015) - 37 Francesco Ripa (2022-2023; 2023) - 36 Mario Ruzzi (1949-1955; 1957-1963) - 35 Ugo Armanetti (1987-1988; 1996-2000) - 34 Giuseppe Todino (2007-2012; 2014-2016) |

## Tifoseria

### Storia
Il movimento Ultras a Campobasso esiste dagli anni settanta. Il primo gruppo di tifo organizzato nacque nel 1973, il Commando Rossoblù. Una rappresentanza smaccatamente ultras arriverà in ogni caso con il Commando Ultrà Campobasso, fondato nel 1981. Dagli anni settanta ad oggi alcune tra le più importanti sigle del tifo campobassano sono state: Vigilantes, Mods, Teddy Boys, Fedayn, Ladyes, Gli Angeli della Nord, Ghetto G.A.R., Briganti, Gruppo Neuro, Skizzati CEP, Ultrà Campobasso, Smoked Heads, Brigata Fastidiosa, Rebels, Crociati e Nucleo Zasso.

Gli ultras durante gli anni ottanta. In primo piano il gruppo Ragazzi della nord

Negli anni molti striscioni o pezze hanno colorato la Curva Nord Michele Scorrano anche se non possono essere citati come veri e propri gruppi organizzati, ma come semplici vessilli colorati di tifosi ovvero: Squadraccia, Bulldog, Alcol, Incoscienti, Metalmilitia, Vecchio Cuc 1981, Wolves, Casalinghi Allupati, The Four New Streets, Pazzi del Campobasso 2019, Esiliati, Birra coi lupi Oratino. Nell'estate 2016 lo storico gruppo ultras più longevo della Curva Nord Michele Scorrano, gli Smoked Heads, dopo essere stato il gruppo portante della Curva Nord per oltre 15 anni, decide di sciogliersi dopo 30 anni di militanza al seguito del Lupo in tutti gli stadi d'Italia e in ogni categoria. Gli seguono gli altri gruppi organizzati attivi, Nucleo Zasso e Zona Offensiva. Il timone della tifoseria organizzata rossoblù passa nelle mani dei gruppi: CNCB (Curva Nord Campobasso), N.F.O. (New Family Order), Ultras e dall'associazione Passione Rossoblu. In seguito, a partire dalla stagione 2021-2022, il CUC 1981 ha annunciato la sua presenza sulle gradinate della Curva Nord.
Ad ottobre del 2022, il gruppo CNCB, decimato da diffide e daspi, decide di riconoscersi dietro lo striscione Già Noti, così da "ridare" il nome Curva Nord Campobasso all'intera curva. Nel gennaio del 2023 il gruppo Già Noti si scioglie. A metà 2023 nascono i Bad Brainz.
Nel gennaio 2025, dopo sette anni di militanza, l'associazione Passione Rossoblù si scoglie.
La Curva Nord Michele Scorrano è attualmente composta dai seguenti gruppi: gli ultras di Bad Brainz, N.F.O. e Ultras, i gruppi di tifosi Wolves, The Four New Streets, Wolves' Den Guardialfiera, Gruppo Degrado, Pazzi del Campobasso 2019, Esiliati, Balconata Sfarfuglio, Young Wolves, Gruppo 'nzallanut, Crociati, Club Rossoblu Jelsi, Birra coi Lupi Oratino, Brigata Sette Luglio e Brigata Baranello.

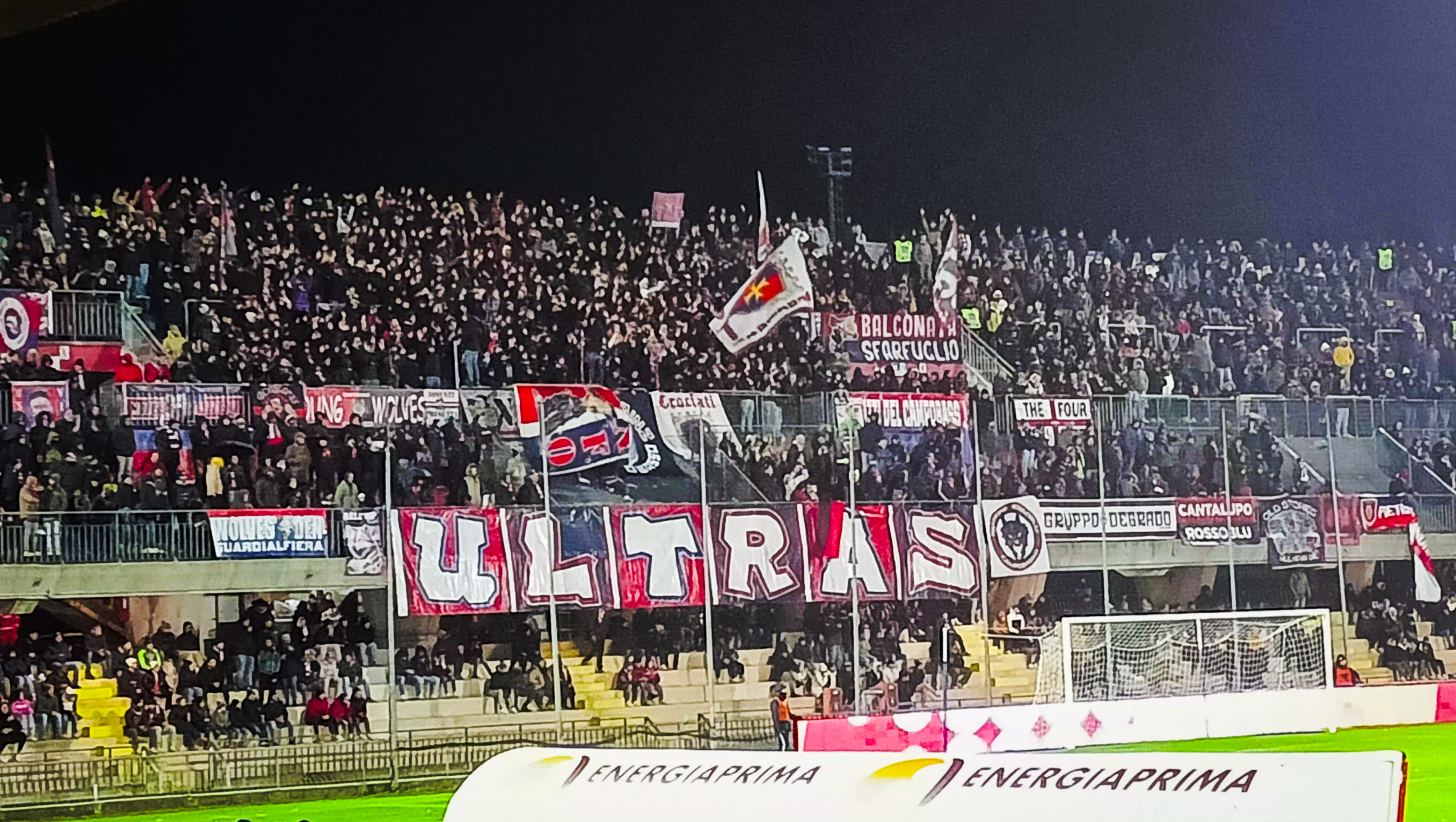
La Curva Nord Michele Scorrano durante la gara contro il Milan Futuro del 5 dicembre 2024

La tifoseria rossoblù, inoltre, vanta un corposo bacino di appassionati al di fuori della città partendo dal vasto hinterland cittadino e dei molti paesi della regione, fino a molte città italiane le quali hanno molteplici sezioni e club di tifosi dei lupi a Roma, Bologna, Milano e altre località d'Italia. All'estero invece il suo bacino di tifosi è composto da molisani emigrati, soprattutto in Canada e in Argentina, e in quest'ultimo paese, a Rosario, è stata creata una squadra dilettantistica formata da discendenti degli emigrati molisani con il nome di "Vecchia FC" che riprende lo stemma e i colori sociali del Campobasso.

### Gemellaggi e rivalità
La tifoseria molisana sostiene il primo vero gemellaggio con i tifosi pugliesi del Fasano. Dal 2017 la tifoseria rossoblù è gemellata con il gruppo Pugnatores del FSV Francoforte. I rapporti di amicizia legano i rossoblù alle tifoserie del: Napoli con i gruppi della Curva B che tifarono per il Campobasso negli spareggi di Serie B del 1986-1987 svolti al San Paolo; Sambenedettese, Potenza, Padova, Jesina, con i gruppi Nuclei Sconvolti e Curva Nord Cosenza Ultras della tifoseria del Cosenza (questi ultimi passati a sostenere le vicissitudini del Brutium Cosenza, squadra di azionariato popolare fondata dal gruppo), simpatia da parte dei corregionali del Bojano (si veda la presenza in curva del Commando Ultrà Bojano nella partita in casa contro il Foggia nel 2000 in C2) e di recente con il gruppo Tradizionalmente Modena di Modena. Storica amicizia degli anni ottanta con gli ultras del Palermo, rinnovata nel 2021 a Palermo con visita degli ultrà di Campobasso nella sede della Curva Nord Inferiore Palermo prima della gara Palermo - Campobasso nell'autunno 2021. Rispetto reciproco è nato con i tifosi del Bari a seguito degli incontri in Serie C nel 2021-2022. In passato ci furono dei rapporti d'amicizia anche con la tifoseria del Celta Vigo.
Rapporti di rivalità piuttosto tesi si hanno nei confronti delle tifoserie del Taranto, della Lazio, del Pescara,
del Frosinone con molteplici scontri nelle varie gare. Rivalità molto sentita con la Cavese. Fin dagli anni settanta ci furono violenti scontri rimasti nella memoria storica di entrambe le piazze. Altre rivalità molto sentite sono quelle con il Foggia,
Benevento, Casertana(andatasi a scemare nell'indifferenza), Monopoli, Lanciano e Vastese. Ulteriori rivalità si attestano con il Chieti, Francavilla e Latina.
Con le squadre molisane la rivalità più accesa è quella con i supporters
del Termoli, numerosi scontri anche con l'Isernia. I guai societari che hanno falcidiato la squadra rossoblù, facendola più volte ripartire dai campionati regionali, hanno attirato le antipatie dei tifosi di squadre come l'Agnonese ed il Venafro.

## Organico

### Rosa 2025-2026
Rosa aggiornata al 13 agosto 2025.
| N. |                   | Ruolo | Calciatore         |
| -- | ----------------- | ----- | ------------------ |
|    | Italia (bandiera) | P     | Francesco Forte    |
|    | Italia (bandiera) | P     | Matteo Rizzo       |
|    | Italia (bandiera) | P     | Andrea Sorrentino  |
|    | Italia (bandiera) | D     | Emanuele Barbato   |
|    | Italia (bandiera) | D     | Christian Celesia  |
|    | Italia (bandiera) | D     | Claudio Cristallo  |
|    | Italia (bandiera) | D     | Edoardo Lancini    |
|    | Italia (bandiera) | D     | Matteo Lanza       |
|    | Italia (bandiera) | D     | Davide Mancini     |
|    | Italia (bandiera) | D     | Alessandro Martina |
|    | Italia (bandiera) | D     | Davide Mondonico   |
|    | Italia (bandiera) | D     | Gabriele Morelli   |
|    | Italia (bandiera) | D     | Federico Papini    |
|    | Italia (bandiera) | D     | Francesco Parisi   |

| N. |                      | Ruolo | Calciatore            |
| -- | -------------------- | ----- | --------------------- |
|    | Italia (bandiera)    | D     | Roberto Pierno        |
|    | Argentina (bandiera) | C     | Juan Brunet           |
|    | Italia (bandiera)    | C     | Francesco Cerretelli  |
|    | Italia (bandiera)    | C     | Lorenzo Di Livio      |
|    | Italia (bandiera)    | C     | Antonio Gala          |
|    | Italia (bandiera)    | C     | Alessandro Pellitteri |
|    | Italia (bandiera)    | C     | Antonello Serra       |
|    | Italia (bandiera)    | A     | Alfredo Bifulco       |
|    | Italia (bandiera)    | A     | Giuseppe La Monica    |
|    | Italia (bandiera)    | A     | Vito Leonetti         |
|    | Italia (bandiera)    | A     | Andrea Lombari        |
|    | Italia (bandiera)    | A     | Simone Magnaghi       |
|    | Italia (bandiera)    | A     | Luca Nocerino         |
|    | Italia (bandiera)    | A     | Cristian Padula       |
|    | Italia (bandiera)    | A     | Tommaso Ravaglioli    |

## Attività polisportiva

### Calcio a 5
Nel settembre del 2021 il Campobasso sigla una partnership con lo Sporting Campobasso, squadra del capoluogo di Calcio a 5, e la squadra di futsal cambia nome in Città di Campobasso Futsal. Il Città di Campobasso Futsal riesce a conquistare nello stesso anno la promozione nel campionato nazionale di Serie B. In seguito al fallimento della gestione Gesuè-De Francesco, il Città di Campobasso Futsal non riesce però ad iscriversi allo stesso, restando in Serie C e ritornando, poco dopo, all'originaria denominazione di Sporting Campobasso.

### Calcio femminile
Nell'ottobre del 2021 viene formata la squadra under 15 femminile del Lupo. 
In seguito al fallimento della società, cessa anche l'attività femminile. Con il ritorno del Campobasso in Serie C nel 2024, viene ricreata l'under 15 a cui si aggiunge l'under 17 femminile.